# Várpalota története évszámokban
Időrendi felsorolás a kezdetektől

## Őskor
- Neolitikum – Várpalota és környéke lakott hely.
- Rézkor – Várpalota és környéke lakott hely.
- Bronzkor – Várpalota és környéke a mészbetétes edények népe által lakott hely.

## A Római Birodalom és a népvándorlások
- Kr. u. 46-49 – A Dunántúl keleti részét – így Várpalota területét is – megszerzik a rómaiak Claudius uralma alatt. A megnövelt területű provincia nevét Illyricum Inferior helyett ekkor hivatalosan is Pannoniára változtatják.
- Kr. u. 2. század körül – Megépül a 158 m hosszú, 4,5 m magas völgyzáró duzzasztógát és a hozzá tartozó zsiliprendszer, amely a Kikeri-tavat duzzasztja fel.
- Kr. u. 2. század – első feléből származtatott két, egyenként kb. 25 méter átmérőjű inotai halomsír olyan római kori leletet rejtett, amely az egész Római Birodalomban ritkaságnak számít: ugyanis a halomban feltárt kocsitemetkezés római és kelta tradíciókat egyaránt tükröz, illetve különleges a halom helyszínen konzervált körítőfala, az ahhoz csatlakozó falfestményekkel díszített, kultikus funkciójú kis helyiség.[1]
- Kr. u. 2. század – A mai Inota városrész területén Aelovia Musa síremléket állít legkedvesebb gyermekének, aki 14 évet élt.
- Kr. u. 2. század – Appius Domitius Cató, Luccanak fia, kiszolgált katona, 5 évig katonáskodó kedvezményes, műszaki közlegény, a légiónak első számvivője. Az 55 éves Cató részére a sírt felirattal ellátta a Nerváról elnevezett, kegyeletes lelkületű, fürge 5. század. Állította a 12 századból álló egész cohors.
- Kr. u. 2. század második fele – Díszes sírkövet állítanak Inota területén az 50 évesen meghalt Aurelius Dialo(gius)-nak, a 7. praetoriánus cohors (zászlóalj) veteránjának. A sírkövön felesége, Trovcissa kelta neve is fel van tüntetve. (A domborművet a Zichy-kastély falába építették be, ma a vár kőtárában látható.) A cohors VII. Brencorum Kr. u. 85-ben Pannóniában, 167-ben Pannonia Inferiorban tartózkodott, valahol a Duna partján.
- Kr. u. 2. század – Lucius Barbius fogadalmi domborművet állít. (A követ a róm. kat. templom falába építették be, ma a vár kőtárában látható.) Talán annak a római Barbius nemzetségnek a tagja, amelynek Pannónia egész területén voltak gazdasági érdekeltségei.
- 409 – Várpalota területe a Pannonia Valeria provincia részeként hun kézre kerül.
- Kr. u. 5. század – Várpalota területén hunok élnek, aminek gyönyörű bizonyítékai az 1958-ban előkerült 108 cm magas, 21 kg tömegű hun bronzüst és a vele talált, feltűnően rövid, izmos, tömzsi lábú szobor.
- Kr. u. 5. század – Longobárdok lakják Várpalota területét. Ötven sírból álló temetőjüket 1933-ban tárják fel a Csákány-híd közelében lévő Homokbányában. Az 568-as kivonulásukat követően ugyanezen a területen avarok élnek.
- Kr. u. 6. század – 10. század eleje – Avarok lakják Várpalota területét (Thuri György Gimnázium területén találták meg késő avar kori temetőjüket).
- 568. április 2. (Húsvét hétfő) – Alboin és a longobárdok megkezdik Pannónia kiürítését, Itáliába történő elvonulásuk biztosítására minden éghetőt felgyújtanak.

## A honfoglalástól az Árpád-ház kihalásáig
- Kr. u. 10. század – Ősbő (Usubu) és Őse (Euse) vezérek, a Szalók nemzetség ősei megszállják a környéket.
- 1082 – Pét első okleveles említése, melyben I. Szent László megerősíti a veszprémi káptalan itteni birtokait, ahol annak két malma van.
- 1171 – III. István király Benedek veszprémi ispán Kalóz nevű prédiumát kilenc mansióval (=háznép, ház), ökreivel és ménesével illetve a Peth vízén lévő két malommal a veszprémi egyháznak adományozza.
- 1193 – Inota első írásos említése III. Béla oklevelében, melyben három szőlővel a fehérvári keresztes konventnek adományozza a falut. Az oklevél Inota nevét Iunota formában említi.
- 1240 – Széhel első említése Zenes néven. Az itebői (Itebw) prépost a király megbízásából az udvarnokokat számbaveszi és földjeiket rendezi. A veszprémi egyháznak visszaadja azt a Peeth-vizén levő két malmot, amelyet a Zenes-i (Széheli) udvarnokok elfoglaltak.
- 1244 – Pét templomának első említése. Keresztelő Szent János tiszteletére felszentelt templom. A fehérvári keresztes konvent a Peeth vizén levő malma ügyében a veszprémi káptalan javára többek között úgy döntenek, hogy a víznek a keresztesek malma feletti medrét, amelyet Sceelees-nek neveznek, azon a helyen, amelyen süllyesztették, két ujjnyival emelni kell, a gát karbantartásáról pedig 2/3 részben a konvent, 1/3 részben pedig a káptalan molnára tartozik gondoskodni.
- 1244. augusztus 1. – A káptalan molnárai hat embert küldenek Peet faluba, és ketten közülük – akiket a keresztes konvent molnára kijelölt – a Keresztelő Szent János-egyházban megesküsznek, hogy nem okoztak neki kárt.
- 1252 – IV. Ince pápa is megerősíti III. Béla 1193-as inotai adományozását a fehérvári keresztes konventnek.
- 1271 – A Szalók nemzetség birtokmegosztásával foglalkozó oklevélben szerepel a „Tikolföld a Várad erdővel” megjelölés. Széhel említése Zenel néven.
- 1272 – Inota kiváltságos helyzetbe kerül, hiszen V. István elrendelte, hogy a fehérvári keresztes konvent jobbágyai minden vámtól és gyűjtéstől szabadok legyenek, és az ország zászlósurai se szállhassanak meg náluk erőszakkal.
- 1287. november – Bátorkő (Castro Bacurku) ostroma, amelyben IV. László feleségének, Izabella királynénak a kedves emberét, Zsidófia Jánost a hulló kövek és nyilak zápora megsebesítette. (Vitatott, hogy ez az említés a várpalotai erősségről szól-e.)
- 1291 – az iváncsai földbirtokost Inotai Györgynek nevezik.
- 1292 – körül egy inotai lakos, Zoch fia Sükösd mint tanú szerepel a Fejér megyei Berki birtokosai közt fennforgó ügyben.
- 13. század vége – A Bakony erdőt, amelyet az Árpád-házi királyok magánbirtokaként mint külön erdőispánságot kormányoztak, örök időkre a Csák nemzetségnek adományozzák. A címmel együtt Várgesztes, Csesznek, Ugod, Csókakő, Bátorkő várakat és a hozzájuk tartozó vártartományok falvait is megkapják.

## 14. század
- 1326 – Csák Máté halála után Károly Róbert arra kényszeríti a Csák nemzetséghez tartozó István fiait, hogy a fent említett várakat és vártartományokat adják át a királynak.
- 1327. január 8. – I. Károly király megerősíti Peeth-i Antal fia János ispánnak a veszprémi egyház részére tett és a királytól kapott Kaloz-i Des fia, Deseu-féle birtokrészecskével kapcsolatos adományát.
- 1341. május 19. – Inota okleveles említése („Jonata”)
- 1341. május 19. – Okleveles adat Bátorkőről.
- 1341. november 3. – I. Károly király megerősíti Peeth-i Antal fia János ispánt a neki adományozott Deseu Kalóz nevű föld birtokában.
- 1350. május 28. – I. Lajos király átírja és megerősíti I. Lászlónak 1082. évi, a veszprémi egyház birtokainak – köztük Tuzuk nevű prediumának – felsorolását és határaikat tartalmazó oklevelét.
- 1350. november 18. – Bátorkőt I. Lajos király szolgálataikért Tót (sclaui) Lőrinc, mester fiainak: Miklós pozsonyi ispánnak és királyi pohárnokmesternek, Lőkösnek (Leukus), Bertalannak és ivadékaiknak adományozza – az atyja által a Chaak-nembeli Marcus fiának, Istvánnak a fiától, néhai Péter mestertől (birtokcsere útján) szerzett – Bátorkő (Batorkuu) királyi várat annak minden jövedelmével, a hozzátartozó Pethkalaztelek és Zaloteleke nevű falvakat s egyéb birtokokat, tartozékaikkal, új adomány címén. (Miklós pozsonyi ispán később magát Újlaki vagy Palotai Kont Miklósnak nevezi, és a későbbi hatalmas Újlaki-család alapítója.)
- 1354. június 19. – A veszprémi káptalan tiltakozik amiatt, hogy Kont Miklós vajda szolnoki ispán és testvére, Leukus mester Tuzukteleke és Kalozd nevű földjeit elfoglalta.
- 1354. július 19. – A veszprémi káptalan ismét tiltakozását fejezi ki amiatt, Kont Miklós és Leukus mester elfoglalta Tuzukteleke-t és Kalozd-ot.
- 1355. november 15. – Konth Miklós erdélyi vajda és Zonuk-i ispán átírja saját folyó év május 24-én kelt oklevelét Bátorkőn (in Baturkw), amelyet Jara-i Mihály fia: Péter volt vicebán nevében famulusa és ügyvédje: Fodor (Fudur dictus) Pál mutatott fel, és ennek alapján, miután István alvajda pátenséből és a Kolusmunustura-i konvent igazoló leveléből megbizonyosodott, hogy Péter vicebán az egyezségben szereplő 500 arany Ft-ot nevezett ügyvédje útján a megadott időpontban kifizette, Waradia birtokot neki ítéli oda, Viuianus fia: Johannák pedig örök hallgatást parancsol.
- 1356. július 16. – Konth Miklós nádor a veszprémi káptalantól (János püspök beleegyezésével) évi hat pensáért örökbérletbe veszi a fehérvári káptalan Lowos, más nevén Tykolylese és Ews, valamint a saját Zynil (Széhel!) nevű birtoka közé zárt Veszprém megyei Lowos prediumban levő részét
- 1357. október 6. – A pannonhalmi konvent előtt János veszprémi kanonok és dékán, káptalanja tiltakozását jelenti be azért, mert Konth Miklós erdélyi vajda és Zonuk-i ispán, valamint testvére: Lewkus, a káptalan Kaluzd-i, Premortun-i és Tuzukteluk-i földjéből tetemes részt elfoglaltak, és a saját Peth-i birtokukhoz csatoltak.
- 1357. november 4. – Konth Miklós nádor Bátorkőn kelt levelében meghagyja a zalai konventnek, hogy Vidipi Kelemen pap és társai panasza tárgyában, mely szerint a karakói és berzsenyi királyi népek az vidipi birtokuk nagy részét elfoglalták, tartson vizsgálatot.
- 1357. november 20. – Konth Miklós nádor Bátorkőn kelt levele.
- 1360. április 16. – A győri káptalan azon levelében, melyben jelentést ír Konth Miklós nádornak a béli monostornak a veszprémi káptalan ellen Palaznuk birtokáért folytatott pere kapcsán, megjelenik Peeth-i Wgrin fia Jakab neve.
- 1364. június 29. – Konth Miklós nádor egyik levelét Bátorkő várából keltezi.
- 1366. július 11. – István fia János bátorkői („Baturkw”) várnagy – János veszprémi prépost és vikárius, Egyed zirci (Zyrch) apáttal közösen – jelenti Ganna faluból Konth Miklós nádornak, hogy parancsára Heym fia Benedek mester Zala megyei Galsa és a bakonybéli apát Veszprém megyei Ganna nevű falujának (possessiójának) határát megjárták és a falvak hasznait megbecsülték.
- 1374. július 15. – Veszprém megye hatósága jelenti I. Lajos királynak, hogy a veszprémi káptalan részére kiadott általános eljárási parancsa értelmében kiküldte Wamus-i Erden fia György szolgabírót, aki július 15-én Veszprém megyében nyomozva megállapította, hogy a néhai Konth Miklós nádor fiai, Bertalan és Miklós a káptalan bizonyos (péti) birtokrészeit és a Pethuize folyón lévő 2 malmát erőszakkal elfoglalták, és a saját Peth nevű birtokukhoz csatolták.
- 1374. november 18. – Visegrádon kelt levelében Imre nádor meghagyja a fehérvári káptalannak, küldje ki emberét, hogy jelenlétében a felsorolt nádori emberek valamelyike visszafoglalja a veszprémi káptalannak az idegen kézen levő Veszprém megyei Kaluz és Tuzukteleke nevű birtokait és a Pethuize folyón lévő két malmát, válassza el a szomszédok földjétől és iktassa be birtokukba az egyházat.
- 1374. december 31. – A veszprémi káptalan Kalóz és Tuzukteluke nevű részbirtokait és a Pethuize folyón levő két malmát megkísérli visszafoglalni, ezt Beus Péter, Konth Miklós nádor fiának, Bertalan mesternek a jobbágya és famulusa megakadályozza.
- 1375. január 5. – A fehérvári káptalan jelenti Imre nádornak, hogy amikor 1374. november 18-i parancsára prebendáriusának : Zemlyn-i Miklósnak a kíséretében Chatar-i Lőrinc fia Domonkos Kaluz és Tuzukteleke nevű birtokait és a Pethuize folyón lévő 2 malmot 1374. december 31-én a veszprémi káptalan részére visszafoglalni és iktatni akarta, a néhai Konth Miklós nádor fiának, Bertalannak a jobbágya és famulusa: Péter a beiktatásnak ellentmondott, s ezért urát 1375. január 13-ára, a nádor elé idézte.
- 1375. január 13. – a királyi ember a nádor elé idézi Bertalan mestert a Kalóz, Tuzukteleke és Pethuize miatt kialakult helyzet miatt
- 1378. május 1. – Garai Miklós nádor tárgyalja Kalóz, Tuzukteleke és Pethuize ügyét. Ekkor Bertalan mester ügyvédje, Iankouch-i István litteratus kijelenti, hogy a perelt birtokrészek és a két malom megbízottja Peth birtokának a határain belül fekszenek, amit oklevéllel is tud bizonyítani. A nádor a bizonyítást folyó év Szent Jakab nyolcadára (1378. augusztus 1.) rendeli el, ami azonban csak 1382. május 1-jén történik meg.
- 1382. május 1. – Bertalan mester ügyvédje most már Szécsi Miklós országbírónak mutatja be az 1350-es adományozó oklevelet, mely szerint a király szolgálataikért a Csák-nembeli Marcus fia Istvánnak a fiától, néhai Péter mestertől birtokcsere útján I. Károly király által szerzett Batorkuu várat a hozzátartozó Pethkalaztelek és Zalo-teleke nevű falvakat és egyéb tartozékokat új adomány címén Tót (Sclaui) Lőrinc mester fiainak: Miklós pozsonyi ispánnak és királyi pohárnokmesternek, Leukusnak és Bertalannak adományozta. Mivel ebből az adománylevélből kitűnt, hogy Péter mester a csere idején utódaira is kötelező szavatossági biztosítékot adott a királynak, ezért az országbíró – Bertalan mester ügyvédjének a javaslatára – Nyek-i Péter fiának, Domonkosnak a fiát: Lászlót, a kártalanítás teljesítése végett 1382. augusztus 1-jére a király elé idézi.
- 1383. március 4. – László ügyvédje, Both-i Mihály kijelenti, hogy megbízója és elődei nem adták cserébe I. Károly királynak a Kaluz és Tuzukteleke nevű birtokrészeket és a két malmot, és szavatosságot sem vállaltak. Ennek igazolására a fehérvári káptalan 1327-i átírásában bemutatja I. Károly királynak a cseréről 1326-ban kiadott privilégiumát. Mivel Bertalan mester ügyvédje újabb bizonyítékot ígér, ügyfelét az országbíró három márka bírsággal sújtja, és 1383. május 1-jére halasztja el a per tárgyalását.
- 1383. május 1. – A János kanonok és főesperes által – káptalanja nevében – bemutatott oklevelek alapján az országbíró megállapítja, hogy Marcus fia Péter a káptalan által visszafoglalt Kalóz és Tuzukteleke birtokrészeket és a hozzájuk tartozó malmokat nem adta cserébe I. Károly királynak, és kártalanítási jótállást sem vállalt, ezért ilyenre nem is kötelezhető. A káptalan pedig bebizonyította, hogy a perelt birtok az övé. Meghagyja az országbíró, hogy Zambo Miklós, királyi tárnokmester ítélőmestere: Archa-i Mihály mester, június 1-jén a szomszédok és határos birtokosok jelenlétében iktassa be a káptalant a Kalóz birtokrész és a Peethuize-n levő malmok birtokába, majd – mivel Bertalan ügyvédje, János mester azt mondta, hogy megbízója Peeth nevű birtoka mellett sok Tuzukteleke nevezetű birtokrész van, és ura nem tudja, hogy közülük melyek a káptalanéi, viszont az I. László-féle privilégium szerint Tuzuk elhatárolt predium, – szálljanak ki Tuzukteleke prediumra, és – ugyancsak a szomszédoknak és határos birtokosoknak a jelenlétében – a káptalan ügyvivőjének az útmutatása szerint az említett privilégiumban megadott határok alapján határolja el. Ha az így megállapított határok magukban foglalják a Tuzukteleke káptalani birtokrészt, illetve azt a birtokot, amelyet Tuzuk néven visszafoglalt, akkor Bertalan mester esetleges tiltakozását és másokét is figyelembe nem véve, iktassa be annak is a birtokába a veszprémi káptalant, végül pedig állapítsa meg azt is, hogy Kaluz, Tuzug-telek és a malmok Bertalan mester kezén voltak-e, s vannak-e még? A jelentést 1383. július 1-jére a király címére kéri.
- 1383. július 2. – Bertalan mester a veszprémi káptalannal (a Zambo Miklós mester királyi tárnokmester ítélőmesterének (prothonotarius), Mod Mihálynak, Zemlyn-i Miklós mester fehérvári kanonoknak és káptalani nótáriusnak és más fogott bíráknak a közvetítésével) kötött (per)egyessége ellenére a káptalan Tuzuktelek nevű birtokán levő malmaiból elhurcoltatta a malomköveket és vasakat, a malmokat tönkretette, miután a káptalan azokat nagy költséggel helyreállította.
- 1383. július 3. – Bertalan mester a káptalan két Tuzuktelek-i jobbágyát – javaikkal és ingóságaikkal együtt – a saját Peeth-i birtokára telepítette át, és nem sokkal a káptalannal kötött (per)egyezség megkötése után az egyház szóban forgó birtokának hivatalosan felállított új határjeleit leromboltatta. 1383 folyamán a káptalan birtokán termett füvet lekaszáltatta, a maradékot pedig Peeth-i jobbágyainak az állataival lelegeltette. Végül – noha ezen hatalmaskodása előtt engedélye volt arra, hogy a Tuzutelek-i birtokon a saját jobbágyai által használt irtásokat bevessék – most már, az irtott földeken kívül az ottani szántóföldekből is sokat felszántatott.
- 1383. július 25. – Bertalan mester a Peeth-i birtokán élő jobbágyával és famulusával: Mihály fia Antallal a Fehérvárról és a környék falvaiból őrlés céljából gabonával megrakodva érkező öt szekeret visszairányított, és megtiltotta az embereknek, hogy a káptalan említett malmaiban őröltessenek. Molnárukat, Zárka Mihályt pedig bántalmaztatta.
- 1383. augusztus 5. – A fehérvári káptalan jelenti Mária királynőnek, hogy a veszprémi káptalan részére kiadott általános eljárási parancslevele értelmében kiküldte Kis János kanonokot kíséretében Jutas-i Domonkost, hogy kivizsgálják a Tuzutelek és Peeth környékén zajló huzavonát.
- 1384. szeptember 29. – Veszprém megye hatósága Mária királynőnek a veszprémi káptalan részére kiadott általános eljárási parancsára kiküldte Jutas-i Tamás fia Miklós szolgabírót, aki szeptember 27-én a néhai Konth Miklós nádor fiait: Miklóst és Bertalant, továbbá anyjukat, várnagyaikat, officiálisaikat és Peeth-i jobbágyaikat eltiltotta a veszprémi káptalan Tuzuktelek és Kalóz nevű birtokainak és a Peetuize-n levő két malmához tartozó legelőföldeknek a jogtalan használatától.
- 1385. január 12. – Mária királynő a veszprémi káptalannak azon panaszára, miszerint Kowachy-i Petycz fia László, Bedech fia Tamás, Saar-i Péter és Damján, továbbá a Peeth-i népek valamennyien az egyház Premarton-i, Peethkalwz-i és Thwzuktheleke-beli birtokaiból föld-, erdő- és kaszáló részeket vettek el, és ismételt tiltakozása ellenére erőszakosan elfoglalva tartanak, meghagyja a fehérvári káptalannak, hogy állapíttassa meg a tényállást, az erőszakos foglalókat pedig tiltsa el ezen birtokrészek további használatától.
- 1387. december 21. – Zsigmond király levele a fehérvári káptalanhoz, miszerint: szólítsa fel Konth Miklós nádor fiait: Bertalan és Miklós mestereket, hogy fizessék meg a már évek óta elmulasztott census feodalist a veszprémi káptalan Lovaz nevű – Zenyl és Thikol birtokokkal szomszédos – földje után, amelyet apjuk feodaliter bérbe vett, vonakodásuk esetén pedig idézze meg őket a nádor elé.
- 1393. augusztus 5. – A pannonhalmi konvent bizonyítja, hogy kiküldöttjei, Elek perjel, Lénárd cantor, Jakab bacalarius sacre théologie alperjel szerzetesek előtt Palata-i Konth (dictus) Miklós nádor fia Bertalan fiai: László és Imre jóváhagyják, hogy anyjuk, nagyanyjuk és Konth Miklós nádor fia Miklós mester a Chatka-i Szűz Máriáról nevezett pálos kolostornak adták kiskorúságuk idején két birtokukat, a Veszprém megyei Repche-t non longe a dicto claustro és a fehérmegyei Barand-ot és azokat maguk is újból a kolostornak adják.
- 1394. február 2. – Kont Miklós özvegye (Zsámboki Klára, Miklós nádor lánya) a bátorkői (Baturke) uradalom egyik falvát a csatkai pálosoknak adja, és külön megparancsolja, hogy a bátorkői várnagy a falu jobbágyai fölött ne ítélkezzék. (Valószínűleg szokásjogként megmaradt az ítélkezés joga abból az időből, amikor még királyi vár volt Bátorkő.)
- 1397 – Palota első okleveles említése az az esztergomi főszékesegyház egyházlátogatási jegyzőkönyvében.
- 1397. május 24. – Cheguz-i Lőrinc fia Zekel (dictus) Tamás a feleségének, Luciának és tőle származó gyermekeinek, Jánosnak, Lászlónak és Annának ajándékozza a budai káptalan előtt a Komárom megyei Zomold birtokot, amelyet szolgálataiért Palata-i Konth nádor fia Bertalan fiaitól: Lászlótól és Imrétől kapott adományul.
- 1400. október 6. – A fehérvári keresztes konvent előtt Palata-i Konth Miklós nádor fia Bertalan mester fiai: László és Imre mesterek a maguk és őseik lelki üdvéért a budai Szent Miklós kolostor melletti háztelküket a hozzátartozó kő- és faépületekkel a Chathka-i Szűz Mária-kolostornak adják, ahol őseik el vannak temetve.

## 15. század
- 1405. június 8. – Budán Zsigmond előtt Palatha-i Konth Miklós nádor fia Bertalan fia Imre mester a Fejér megyei Barand birtokon levő részét Szentgyörgyi (Zenthgyurgh) Imre fia Tamásnak, néhai Vinche testvérének, Fehérvár (civitas nostra Albensis) bírájának adja sok szolgálata jutalmául, "„totum ius et omnem dominii proprietatem” átruházva reá és utódaira.
- 1409 – Keszi Balázs várnagy Bátorkőn, udvarispán (curialis) a palotai udvarházban (curia)
- 1419. január 1. – Palatha-n keltezve Wylak-i László bán fia János a Jasthi Szent György egyháznak, vagyis az egyház mindenkori apátjának adja a Veszprém megyei lakatlan Goloh nevű prédiumot minden haszonvételével és tartozékával cserében azért, hogy a Szent György-kolostor átengedte neki az Inota falu lévő Inota patakján (in fluvio possessionis nostre Inotha, in fluvio Inotha) lévő nagy malmot. Egyben kötelezi magát arra, hogy megvédi az apátokat a prédium birtokában, hogy azt ő, testvérei és utódai csak úgy vehetik vissza, ha visszaadják a malmot, és hogy az apátokat az általuk a prédiumon időközben emelt épületekből csak azok árának megtérítése után zárhatják ki, de a rajta lévő malomból így sem, amelyet elődei és ő is örökre az egyháznak adtak, ill. adott.
- 1419. március 24. – Zsigmond király Fehérváron kelt, Zala megye ispánjához vagy alispánjához és a szolgabírákhoz írt levelében elrendeli, hogy tartsanak vizsgálatot Elek Örsi prépost (prepositus Eursiensis) panaszára, amely szerint Palata-i Bertalan fiának, Lászlónak fiai: János, István, Péter és Pál jobbágyai – köztük Stephanus dictus Németh, György varga, Petrus Solum, Gregorius Pychik, Ladizlaus parvus, Anthonius Chynk dictus, Iohannes de Banth dictus, Bertalan nyereggyártó, György szabó, Benedictus Pinther, Petrus dictus de Ladán, Gál kovács, Iohannes Agyas, Petrus Slaus, Egidius dictus Vegh, Georgius Luthyna, Kuthelgartho (dictus) Bertalan, Dominicus dictus Chychaly, Varyw Benedek, Jakab varga, Emericus Sthegar et Philiphus hospites de Zenyel; Georgius dictus Beke, Dominicus dictus Phiros, Petrus dictus Mod, Dominicus Veg, Imre molnár, Mychael dictus Vég hospites de Pethy; Péter kovács, Bertalan nyereggyártó, Pál mészáros, Georgius magnus, Georgius dictus Vnuka hospites de Inutha, Iohannes niger, Pál és György kocsigyártók hospites de Chezy – üszögös Szent Péter napján vagyis február 22-én uraik megbízásából és Bathorkw-i várnagyuk, András biztatására fegyveresen Ewrs birtokra és Elek prépost ottani házára törtek. Ezután őt és familiárisait megverték, többet közülük megsebesítettek, azonkívül omnia vina, blada, frumenta et alias res et bona ac centum florenos nove monete atque clenodia sue domus predicte cum armis familiarium suorum elvittek, egy lovat nyergestül és gyeplőstül elvezettek. Zsigmond levelében úgy fogalmaz: mivel ilyen erőszakosságokat nem hagyhat büntetés nélkül, a szomszédokat és a megye nemeseit kihirdetett közgyűlésre összehíva eskü alatt hallgassák ki őket a zalai konvent megbízottjának jelenlétében és tegyenek neki jelentést. Oklevelét, amelyet nagyobb magyar királyi pecsétjével erősíttet meg, elolvasása után vissza kell adni a felmutatónak.
- 1422. február 10. – Zsigmond király Palotán keltezett levele, amelyben megparancsolja a pannonhalmi konventnak, hogy iktassa be a Csatkai (Chathka) Szűz Mária kolostort a végrendelet útján a kolostorra szállt Komárom megyei Thech birtokba. Valószínűleg a parancslevelet nem ő személyesen, hanem a délvidékről Budára tartó, és Palotán megálló Albeni János főkancellár adta ki.
- 1422. december 2. – Zsigmond király veszprémi káptalannak írt levelében megemlíti Inotha-i Péter királyi embert.
- 1426 – Bátorkőhöz tartozik: Tinnye, Szényel, Csernye, Dolosd, Erdő-Inota, Csősz, Pere, Pét, Csór, Mellár, Kuti, Gyón, Olaszfalu, Molnos-Inota
- 1436 – Panasz Újlaki Miklós bátorkői várnagyai (Móri Mihály és Kupi Lőrinc) ellen.
- 1439. november – Hédervári (Hedrehwara) Lőrinc nádor Veszprém megye hatóságához írt leveléből kiderül, hogy Palotha-i Miklós macsói bán az elmúlt napokban elfoglalta Rozgonyi Istvántól és fiától, Jánostól a Veszprém megyei Ews, Stemen és a két Tees birtokot és a birtokokban 400 lovasával megszállva az ottani emberektől sok élelmet zsarolt ki.
- 1440 – A Ferences rendi kolostor már áll
- 1440 – Felföldi Jakab Bátorkőn várnagy
- 1440–1445 – Újlaki Miklós Palota várát építteti.
- 1442. június 23. – Újlaki Miklós erdélyi vajda és macsói bán Bátorkőn keltezett levele.
- 1442. szeptember 23. – Újlaki Miklós erdélyi vajda és macsói bán Bátorkőn keltezett menlevéllel Erzsébet királynénak és kíséretének szabad járást-kelést biztosít. (Ti. ebben az időszakban a lengyel I. Ulászló király és az özvegy Erzsébet királyné hívei között polgárháború dúl.)
- 1443. augusztus 2. – I. Ulászló király Palotán kelt levelében a vasvári káptalannal közli Széplaki István fia László, ill. ennek atyja: István továbbá Szántói Péter kívánságát, amely szerint az osztályos testvérük: Széplaki Bottka György és ennek fia János által a tudtuk nélkül Lacza Mátyásnak és Lukácsnak zálogba adott Széplak possessiót magukhoz kívánják váltani, mivel az ratio condivisionalis fraternitatis elsősorban őket illeti. Megparancsolja egyben a címzettnek, küldje ki hites emberét, hogy annak jelenlétében a királyi ember a zálogba vevőket felszólítsa a birtok átadására a fentieknek, ha pedig ezt nem tennék meg, idézze őket Szent Mihály nyolcadára (október 6.) a királyi prézencia elé.
- 1444. július 22. – Újlaki Miklós erdélyi vajda és macsói bán Palotán kelt levelében Essegvári (Esegwar) Pál és Debrenthe-i Hym fia Basival, Zala megye dikátoraival közli, hogy Gersei László és Pető Zala megyei birtokain élő jobbágyaitól járó egy arany forint dikát ezeknek deputálta, hogy amikor szükséges, vele harcba vonuljanak, mégpedig 10 lovassal és ugyan ennyi „armiger”rel. Megparancsolja továbbá, hogy ezt a dikát ne hajtsák be, és ha ez nem lenne elég a hadi kötelezettség teljesítésére, azt vele közöljék, hogy a hiányt máshonnan kiegészítse.
- 1444. szeptember 23. – Újlaki Miklós erdélyi vajda és macsói bán Bátorkőn kelt levelében megparancsolja Lak-i Grapiolus és Paksi (Pakws) Trombetarius Balázs királyi sókamarásoknak, adjanak familiárisának: Debrenthe-i Basinak saláriuma fejében „decem tumenos salium” valamelyik erdélyi sókamarából az ő számlájára és ezt a komissiót tartsák meg nyugtaként.
- 1444. október 27. – Újlaki Miklós erdélyi vajda és macsói bán Bátorkőn kelt levelében megparancsolja Esegwar-i Pálnak és Debrenthe-i Hym fiának Basinak, hogy Kapw vára /Sopron m./ átvételére „cum omnibus vestris gentibus et familiaribus, ut decentius fieri poterit” jelenjenek meg a nevezett vár alatt.
- 1445 – Az Országgyűlés mentesíti castrum Palotát a lerombolás alól. (Az 1445-i országgyűlési „végzemény” 4. cikke).
- 1445. február 18. – Újlaki Miklós erdélyi vajda és macsói bán Palotán kelt levelében a szörényi vicebánságot Gewrin, Orswa, Haram, Sebes és Kewen várakkal, valamint Arad, Zaránd, Kewn és Torontál megyéket tetszése szerint tartó ideig rábízza Debrenthei Hym fiára Basira és Zalancz-i Jánosra, mint familiárisaira, és a várak „conservatiójáért” nekik évi 4000 arany forint fizetésére kötelezi magát.
- 1445. február 27. – Újlaki Miklós erdélyi vajda és macsói bán Palotán kelt levelében megparancsolja Trombetarius Balázsnak, szegedi sókamarásának, hogy számlájára Keer-i László nemesnek, Fehérvár civitas kapitánya: Somogyi Imre familiárisának, „pro subsidio per nos sibi deputato” 32 arany forint értékű sót utaljon ki.
- 1445. március 10. – Újlaki Miklós erdélyi vajda és macsói bán Palotán keltezett nyílt parancsban meghagyja, hogy az Erdélyből részére Újlak vára várnagyának kezéhez szállítandó sót engedjék szabadon szállítani.
- 1445. március 10. – Újlaki Miklós erdélyi vajda és macsói bán Palotán kelt parancsában meghagyja Szeben városnak, hogy mivel megbízta olasz sókamarását: Pepot, hogy részére Szebenben a pénzverő kamarában pénzt verjen, a pénzverést neki engedje meg és tegye lehetővé.
- 1445. június 18. – Újlaki Miklós erdélyi vajda, Magyarország generalis vicariusa és kapitánya Palotán kelt levele bizonyítja, hogy megjelent előtte egyrészt az id. Rozgonyi János a saját és testvérei: Rynoldus és Osvald nevében, másrészt az ifj. Rozgonyi János és a köztük fennálló ellentétek kiegyenlítésére az id. Rozgonyi János a saját és említett testvérei nevében hajlandó volt előbbi kötelezvénye alapján Thatha és Csókakő (Chokakw) váraknak és tartozékaiknak a felét az ifj. Rozgonyi Jánosnak átengedni, de csak úgy volt hajlandó az osztozkodásba belemenni, ha az egyik várat teljesen önállóan kapja, mert semmi körülmények között sem akar az id. Rozgonyi Jánossal és annak testvéreivel együtt élni.
- 1445. augusztus 27. – Újlaki Miklós erdélyi vajda és macsói bán Palotán kelt levelében megparancsolja Tolna megyének (Almusd-i Thure Barnabásnak és Zerechen Péternek Tolna megye alispánjainak), hogy akadályozzák meg Nagy (Magnus) Istvánt a székesfehérvári keresztes konvent Fad, Varasd és Halazy birtokainak használatában.
- 1446. január 6. – – Újlaki Miklós erdélyi vajda és macsói bán levele in Castro nostro Palatha keltezve Cillei Fridrikkel, és fiával, Ulrikkal, Tótország bánjaival való szövetségkötésről.
- 1451. június 2. – Újlaki Miklós erdélyi vajda és macsói bán Palotán keltezett levelében megparancsolja, hogy a jövőben Gersei Pető fiai jobbágyait saját birtokaira és földjére áttelepíteni és átvinni ne merészeljék.
- 1451. június 4. – Újlaki (Vylak) Miklós erdélyi vajda és macsói bán Palotán kelt levelében kijelenti, hogy Rozgonyi István pozsonyi főispántól zálogba vette 1000 forinton Hegyesd (Zala megye) várát és uradalmát, hogy Rozgonyi Sebestyént kiválthassa /pro redenptione capitis/, aki jelenleg Januaban, Itáliában fogoly. Mivel pedig Hegyesd örökjogon Szécsényi (Zechen) Lászlóé, a Rozgonyiak csak zálogban bírják, kötelezi magát, hogy 1000 forint letétele után azonnal vissza fogja adni.
- 1452.  március 3. – Újlaki Miklós erdélyi vajda búcsú engedélyért folyamodik a pápához a Palota mezővárosban élő barátok Boldogságos Szűzről nevezett templomának javára. (Jelenleg ismert legkorábbi dokumentum arról, hogy Palota mezőváros.)
- 1453. március 24. – Palota mezőváros városi elöljárósága levélben panaszkodik Pozsony városánál, mert azok a palotaiak vám- és harmincadmentességét nem tartják tiszteletben.
- 1455. május 11. – Egy bécsi keltezésű oklevélben Garai László nádor bizonyítja, hogy egyrészt Újlaki (Wylak) Miklós erdélyi vajda és macsói bán kérésére, másrészt a Boldogságos Szűz iránti tiszteletből, akinek a tiszteletére épült a Csatkai pálos kolostor, ennek a kolostornak adta azt a szőlőt a Veszprém megyei Peeth birtok szőlőhegyén, amely Rédey Jánosé, a Rédén lakó jobbágyuké volt, de annak a magtalan halála után a földesúrra szállt, és amelyet a Rédey János végrendeletileg a csatkai kolostornak hagyományozott. Meghagyja azért a cseszneki (Chesnek) vár várnagyának, hogy a kolostort a szőlővel kapcsolatban semmiben se merjék akadályozni.
- 1455. szeptember 18. – Újlaki Miklós erdélyi vajda és macsói bán Palotán keltezett levelében Marthonfalwa-i Lacza Lukácsnak és Mátyásnak, Hegyesd vára várnagyaival tudatja Palotha-i civise-i: Weres György és Zakach László providusok panaszát. A panasz szerint, amikor Gersei Pető László javaiból a nevezett Palotha-ra költöztek, nem engedte szőlőjüket kipréselni, állataikat elvette és Weres György feleségét bizonyos ideig fogságban tartotta. Újlaki Miklós meghagyja egyben, hogy Pető László részéről szerezzenek igazságot a szenvedett károkért.
- 1456. április 3. – A veszprémi káptalan csatkai keltezésű, Garai László nádornak írt jelentésében említést tesz egy Inotha-i Tamás nevű nádori emberről.
- 1456. május 16. pünkösd vasárnapja – A ferences obszerváns provincia Palotán tartja az országos közgyűlését.  A ferencesek közgyűlése Palotán Varsányi Istvánt választja meg a magyar salvatoriánus ferences rendiek vikáriusává, miután Bölcsnyi Mihály hivatali ideje lejárt.
- 1458. február 24. – Egy hónappal Mátyás királlyá választása után, és 10 nappal azután, hogy Mátyás bevonul Budára, a Budáról Palotára térő, közszerepléstől visszavonuló Újlaki Miklós – neje, Rozgonyi Margit és négy leánya hozzájárulásával – ötszáz forintért és hűséges szolgálatai jutalmául is lepsényi részbirtokait Paczman Tamásnak adja.
- 1458. július 26. – Garai László nádor, Újlaki Miklós vajda, és Szilágyi Mihály kormányzó I. Mátyás elleni szövetséget köt Simontornyán.
- 1459. április – Mátyás király hadai elfoglalják Palotát a lázadó Újlaki Miklóstól (és Pápát Garai Lászlótól.)
- 1460. január 1. – – Újlaki Miklós erdélyi vajda és macsói bán Palotán(?) keltezett levelében jelenti, hogy mivel Paczman János fia Tamás neki 4000 aranyat adott kölcsön, ezért ennek biztosítására a Zala megyei Hegyesd várát adta neki zálogba Felsewalmad, Beech, Alsoalmad, Gerek és Walwe nevű birtokokkal együtt a visszaváltás jogának fenntartásával.
- 1464. június 23. – Ítélet születik abban az ügyben, hogy Újlaki Miklós emberei (Bálint fia Mihály és társai) Szt. András előtti hétfőn (november 28-án) megtámadják és kifosztják Hajmáskért, Vetési Albert veszprémi püspök birtokát. Okleveles említése annak, hogy „Palatha” mezőváros.
- 1465 – Bátorkő említése oklevélben.
- 1465. augusztus 30. – Újlaki Miklós Thechak örökös comese szlavóniai és macsói bán Wywar-i várnagyaihoz. A Csatkai (Chathka) lakó barátok panaszt tettek, hogy az Wywar tartozékain lakó jobbágyokat nem engedik az ő, főleg Peeth-en és Tinnyén (Thynnye) lévő malmaikhoz járni, ami által kárt szenvednek. Meghagyja, hogy a vár tartozékain, vagy bárhol másutt lakó jobbágyot se merjenek abban megakadályozni, hogy gabonája megőrlése végett a barátok Peethi és tinnyei malmába menjen, és ne merjék a barátokat megkárosítani.
- 1468. április 20. – Újlaki Miklós Újlak város esküdt polgárai előtt Velyre Miklós egy szölőjét Pachmann Tamás újlaki várnagynak adja el.
- 1470 – Bakonyi Mihály a várnagy Palotán.
- 1471 – I. Mátyás király Újlaki Miklóst bosnyák királlyá teszi.
- 1472 – Újlaki Miklós bosnyák királlyá koronázzák Jajcán.
- 1472 – A palotai ferences rendházban virágzó szerzetesélet bontakozik ki a korabeli feljegyzések szerint.
- 1475. október 18. – Csornay-i István németújvári (Nemethwywar) várnagyának leveléből tudjuk, hogy ekkor Palotha várnagya: Paczman Tamás.
- 1476 – Palota vásártartási jogot kap.
- 1477. október – Újlaki Miklós palotai jobbágyai erőszakoskodnak az ősi réten, Vetési Albert veszprémi püspök birtokán.
- 1477 – Meghal Újlaki Miklós.
- 1478 – A vár Boldogságos Szűz Mária kápolnájában Miklós a pap.
- 1477. november 7. – Ungy Simon palotai (Palotha) várnagy és Achel András csókakői (Chokakew) várnagy és alvárnagya Rawaz Orbán Rozgonyi János özvegyének, Dorottyának és Oszvaldnak familiárisai Újlaki Lőrinc bosnyák király palotai jobbágyai által a keresztesek Bodajk (Bodayth) birtokára törtek rettenetes kiáltásokkal, majd 12 férfit megöltek.
- 1478. december 10. – Mátyás király a székesfehérvári káptalannak írt levelében megparancsolja a székesfehérvári keresztes konvent panasza miatt, hogy tartsanak vizsgálatot többek között az 1477-ben történtek miatt.
- 1484 – Paczman Tamás fogoly Palotán. (Az Újlaky Lőrinc által elfogatott és Palota várába záratott Paczmáni Tamás kiszabadítása érdekében a nevezett fogoly Csernye nevű birtokát Szapolyai Istvánnak elzálogosítja Zeghfalvi Zeghi Péter és Almásti Barabás.
- 1488 – Palota 92 forint országos adót fizet a királynak, ami a negyedik legtöbb a megyében Veszprém, Pápa, és [Somló]Vásárhely után. (Veszprém megye negyedik legnagyobb helye Palota mezőváros!)
- 1490 – Corvin János titokban Palotára hozatja a Szent Koronát, emiatt a várat megostromolják, János herceget elfogják, visszaveszik tőle a Budáról elhozott koronát és ékszereket, a herceget kísérő fegyvereseket egytől-egyig vízbe fojtják.
- 1490. november 22. – Újlaki Lőrinc védlevelet kér Miksától saját személye és jobbágyai számára. (Tudniillik Miksa 1490 őszén Székesfehérvárig benyomul az országba, és azt el is foglalja. Palota és a hozzá tartozó birtokok pedig ennek a hadnak éppen útjába estek!)
- 1491. január 3. – Koromlyai Miklós 4 db két- és hároméves hízott ártányt hagy a palotai ferences-rendi kolostorra.
- 1491. február 27. – II. Ulászló a Miksától kért védlevél miatt egy adománylevélben hűtlenséggel vádolja Újlaki Lőrincet.
- 1491. augusztus 9. – II. Ulászló király Bártfának írt –Palotán kelt – parancslevelében egyebek mellett ismerteti hadjáratának további céljait: Fehérvár és Veszprém visszaszerzését a „római királytól”, Miksától.
- 1491. augusztus 10. – II. Ulászló király megerősíti Torda szabad királyi városi kiváltságait, adó- és vámmentességét.
- 1491. augusztus 20. – II. Ulászló király Palotán kelt adománylevele Petneházi Mátyás számára, aki a Bátoriak szabolcsi alispánja.
- 1491. augusztus 22. – II. Ulászló király Palotán keltezett levele, melyben Bátori István erdélyi vajdát nevezi ki követének a németekkel való tárgyalásokhoz.
- 1491. augusztus 24. – II. Ulászló királyhoz kötődő Palotán keltezett levél. Bátori István országbíró és erdélyi vajda előtt Somkerek-i Erdely János és felesége, Jusztina kiegyeznek Zenthiwan-i Zekel Mihály fia Miklóssal és ennek testvérével, Jánossal abban az ügyben, hogy Zekel-éknek Torda megyei Sarpathak és Kerthwelkapu possessiói, Zenthywan, Zakal és Zengyel possessiókban lévő részei, valamint Erdely-nek a kolozsmegyei Farago, s Torda megyei Nema és Rych possessiókban lévő birtokrészei Erdely János kezében vannak.
- 1491. augusztus 26. – II. Ulászló király Palotán kelt levelében Hédervári Miklósnak ill. fiainak: Lőrincnek és Ferencnek adományozza új adomány címén Ozora várát a vámmal és több más, név szerint felsorolt Fejér, Tolna, Somogy, Pozsega, Győr (itt többek között Hédervárát), Komárom, Moson, Vas és Pozsony megyei várakkal, falvakkal, ius patronaus-szal együtt. Felszólítja a fejérvári keresztes konventet, hogy a megadományozottakat iktassák be birtokaikba, az esetleges ellentmondókat pedig idézzék elébe.
- 1491. augusztus 27. – II. Ulászló király levele Bártfára. Ebben körlevelet intézett a felső részek megyéinek nemességéhez, amelyben ismét közölte, hogy a térség védelmét Szapolyaira bízta, és megparancsolja nekik, hogy amint erre a főkapitánytól utasítást kapnak, minél nagyobb számú haddal csatlakozzanak hozzá. Amennyiben parancsának nem engedelmeskednének, Szapolyai birtokaikat lefoglalhatja, és a címzetteket személy szerint is fogságba ejtheti. Szapolyai tekintélyének növelése érdekében arra is engedélyt ad neki Ulászló, hogy a hűtlenek birtokait lefoglalhassa és ezeket királyhű, érdemesült személyeknek adományozhassa.
- 1491. augusztus 28. – II. Ulászló király Palotán kelt levelében meghagyja Losonczi László tárnokmesternek, hogy a János Albert herceghez küldött István szepesi grófnak adjon megfelelő kíséretet.
- 1491. augusztus 28. – II. Ulászló király Palotán kelt levelében megparancsolja a kolozsmonostori conventnek, hogy Erdélyi Jánost és testvéreit a neje, Jusztina asszony által nekik örökbe vallott gernyeszegi kastély továbbá ennek Torda, Kolozs és Doboka vármegyei tartozékai birtokába iktassa be.
- 1492 – Bátorkő neve oklevélben szerepel.
- 1493 – Palota vára II. Ulászló birtoka.
- 1494 – Újlaki Lőrinc 183 forint adót fizet palotai birtokai után.
- 1494. december 27. – E napon II. Ulászló cseh testőrei élén bevonul Újlak várába, ahol Újlaki Miklós özvegye, Széchy Dorottya a király elé borulva kér bocsánatot fia számára. A király ezt elutasítja, és az özvegyet Palota várába kísérteti.
- 1495 – Újlaki Lőrinc 169 forint adót fizet palotai birtokai után.
- 1495. március vége – Újlaki Lőrinc herceg kegyelmet kér és kap a királytól, és tudomására hozzák, hogy várait, így Palotát is csak az Országgyűlés adhatja vissza számára.
- 1496 – Az Országgyűlés által kiküldött tanács végzése szerint Újlaki olyan feltétellel kapja vissza elfoglalt várait, uradalmait, hogy magtalan halála esetén visszaszállnak a Koronára.
- 1497 – Bátorkő neve oklevélben szerepel.

## 16. század
- 1511. június 4. – II. Ulászló király Pécsváradi Gábor ferences vikáriusnak és budai custosnak írt leveléből kiderül, hogy Batthyány András fia, Boldizsár előadta előtte, hogy apja, András halálával anyja, Veronika a Fejér vármegyei Bathyan, Chabya, Polgari, Moha, Seregeles, a Somogy vármegyei Ewthwes, Zabas, Athad, Barathy, Tab, Wgal, Babon, Zamard, Chaba, Kekche, Lywlya, Zala, Bewlder, Ochman, Lathran, Bewnnek, a Veszprém megyei KewagoEwrs, Kwsthan, a ZenthJakab kastély és a hozzátartozó szlavóniai, Kőrös vármegyei birtokokra vonatkozó okleveleket egy nagy szekrénybe zárva lepecsételve a Palotha-i ferencesek kezére bízta. Batthyány Benedek a ferencesektől a rend némely szerzetesei tudtával elvitte az okleveleket, hogy a pecsét feltörése nélkül átadja Boldizsárnak. Ulászló meghagyja a címzettnek, hogy a szerzetesek erről Marocha-i Ferenc ítélőmester előtt tegyenek vallomást.
- 1511. június 27. – II. Ulászló király előtt Marocha-i Ferenc személynöki és szlavóniai ítélőmester tanúsítja, hogy amikor június 26-án Budán tartózkodott, Batthyány Boldizsár bemutatta előtte II. Ulászló király 1511. június 4-én, Budán kelt oklevelét, amelynek értelmében Pesth-i Ferenc, Palotha-i kolostorban élő pap azt vallotta, hogy Batthyány Benedek átvette Szegedi Jánostól a királyi parancslevélben megjelölt okleveleket és megígérte a szerzeteseknek, hogy azokat a pecsét feltörése nélkül, hiánytalanul Batthyány Boldizsárnak adja át. Hethes-i Péter pap, az esztergomi kolostorból azt vallotta, hogy az elmúlt évben nagyszombaton Gábor vikárius átküldte őt Batthyány Boldizsárhoz az oklevelek átadása végett. Baranyawar-i János, a budai Szent János kolostorból való laikus, azt vallotta, hogy amikor Batthyány Benedek megkapta Szegedi János guardiántól az okleveleket, megígérte, hogy a pecsét feltörése nélkül Batthyány Boldizsárnak adja át azokat.
- 1511. július 7. – A budai káptalan előtt Batthyány Benedek – magára véve fiai: György, János és Orbán, Batthyány Boldizsár pedig magára véve fiai: Boldizsár és Ferenc terhét tanúsítják, hogy a Palotha-i Szűz Máriáról nevezett ferences kolostorban biztosabb őrzés végett letett, majd Batthyány Benedek által elhozott oklevelek miatt választott bírák közbenjárásával olyan megegyezésre jutottak, hogy október 24-én két ítélőmestert és 4 döntőbírát küldenek ki, akik előtt Batthyány Benedeknek a budai Szent Miklósról nevezett domonkos kolostorban be kell mutatnia az összes okleveleket. Amit az ítélőmesterek és a döntőbírák határoznak, azt a feleknek 2000 arany forint büntetés terhe alatt el kell fogadniuk. Ha az ítélőmesterek a nevezett időpontban megjelenni nem tudnának, Batthyány Benedeknek az okleveleket a felek által választott közhitelű személy őrizetére kell bíznia. Ha Batthyány Boldizsár vagy Benedek időközben meghalnának, a jelen kötelezvény örököseikre is érvényes marad.
- 1514 – Dózsa György egyik alvezére, Sós Domonkos vezetésével a keresztesek Veszprém és Székesfehérvár között, a Bakony hatalmas erdeje környékén mozgolódnak.
- 1518. május 9. – A Fejér megyei Poczman prédiumot (egy elhagyott kőtoronnyal) vitézlő (egregius) Inothai István litteratus, palotai várnagy gondjára bízzák, aki addig is becsülettel látta el ezt a tisztségét.
- 1520–1525 – Tomori Pál a palotai ferencesek között.
- 1521. március 2-21. – Itt tartózkodik a szalvatoriánus ferenc-rendiek provinciálisa, Somlyai Bernardin, aki megvizsgálva a kolostor állapotát, Szarvaskeddi Sibrik Lászlót négy fiával s azok feleségeivel együtt Szt. Ferenc érdemeinek részesévé teszi.
- 1522. december 8. – Tomori Pál szerzetesi próbaideje végén a palotai rendházban leteszi a fogadalmat.
- 1523-1525 között – A budai káptalan jelenti II. Lajos királynak, hogy (1516–1526 között) kelt parancsára Ország Ferencet és Imrét bevezették Újlaki Miklós comes javainak éspedig Wylak, Zenth Demether, Thelchak, Wywar, Nathya, Kapws Wywar, Nemethwywar, Rákos, Zeglygeth, Esegwar, Palotha, Bathorkew, Eskew, Gelenczer, Gesthes, Galgoch, Themethwen valamint a többi név szerint felsorolt várak, kastélyok, oppidumok és possessiók birtokába.
- 1524. május 23. – Újlaki Lőrinc országbíró Palotán kelt levelében Galgóc vára várnagyának (Nyitra megye), Ladonyi Miklósnak és feleségének: Potenciána asszonynak Galgóc oppidumban egy általuk szabadon kiválasztandó házat vagy sessiót adományoz, valamint a Thatomperk nevű promontoriumon egy-egy szőlőt, s ezeket felmenti mindenfajta taksa, census és szolgáltatás alól, amit miheztartás végett közöl officiálisaival. Az adományozás a nevezett várnagy utódaira is kiható joggal történik.
- 1524. május vége – június eleje – Újlaki Lőrinc herceg meghal.
- 1525. április 3. – Újlaki Lőrinc özvegye, Bakács/Bakovczai Magdolna férjhez megy csulai Móré Lászlóhoz.[2] – Még ebben az évben a hatvani országgyűlés visszaítéli a kincstárnak az Újlaki-birtokrészt, de Móré megtagadja az átadást.
- 1525 nyara – Szapolyai János – hivatkozva az atyja, Szapolyai István és Újlaki Lőrinc között létrejött kölcsönös örökösödési szerződésre – igényt tart Újlaki örökségére, melyet az Országgyűlés elé terjeszt. A hatvani Országgyűlésen nádorrá választott Werbőczy István a Szapolyai-testvérek igényének megállapítása céljából tárgyalásokat tűz ki 1526. január végére.
- 1525. június 17. – A fehérvári Szent István király-egyház kereszteseinek konventje jelenti II. Lajos királynak, hogy 1525. június 14-én kelt parancsára Dalmad-i Sebestyén keresztes pap konventi kiküldött az úrnapját követő pénteken (június 16.) Palotha várban átadta az idézőlevelét csulai Móré Lászlónak, aki azt felelte, hogy a király iránt mindig a legengedelmesebb (obtemperatissimus), és a kitűzött időpontban meg fog jelenni a király előtt, bárhol tartózkodjék is.
- 1526. február 18. – A bíróság a Szapolyai István és Újlaki Lőrinc közötti kölcsönös örökösödési szerződést érvénytelenné nyilvánítja, és ezzel a hagyatékra az Országgyűlés igényét ismeri el jogosnak.
- 1528 – Palota első ízben szerepel nyomtatott térképen.
- 1529 – Hahóti Albert a palotai guardián a ferences kolostorban.
- 1529. július 13. – Móré László „hűséges szolgálataiért” megkapja Jásdot I. Ferdinándtól.
- 1531 – Móré László Palotára rendezi be rezidenciáját, korszerűsítéseket hajt végre. Erre utal Nádasdy Tamás egy levele is, melyben arra kéri Mórét, hogy a Palotán dolgozó Franciscus Italicus muratort (Francesco Fiorentino) küldje el hozzá Zalavárra.
- 1532. március 3. – Derezslényi Albert, az előző évben Váradon megválasztott agg provinciális meghal Palotán, miután a kolostorlátogatás során súlyosan megbetegszik.
- 1532. április 28. – Veresfalvi Imre szentléleki őr a haldokló megbízásából e napra hívja össze a ferences szavazó atyákat, akik Asszonyfalvi Imrét választják meg a hátralévő két évre.
- 1533. április 14. – I. János király parancsot ad Laszki Jeromosnak, hogy Palota várát ostromolja meg, ahonnét Móré mindkét király ellen magánháborút vívott. Laszki hadához török segédcsapat is csatlakozik Hasszán bég vezetésével (Palota ostroma (1533)).
- 1533. május vége – Móré sorsára hagyva a várat és benne két gyermekét is megszökik. A vár elesik, miután a vár fala aláaknázás után leomlik. Ez az első aknaharcok egyike Magyarországon, mely során Laszki Jeromos ötven cseh bányásza a falakat aláaknázta és felrobbantotta. I. János Laszkinak adományozza a várat.
- 1533. május vége – A vár elfoglalásával egyidejűleg a török segédcsapatok feldúlják a ferences rendházat. Ennek során megölték Vásárhelyi Andrást és két rendtársát, Biai Pétert és Maczolai/Mocsolyai Andrást. Palota lakosságának tekintélyes részét rabláncra fűzik.
- 1533. június 8. – Erdődi Simon horvát bán június 9-ei leveléből tudjuk, hogy a Palotát elfoglaló magyar-török sereg e napon tért vissza Budára. I. János király szeme láttára a palotai foglyokkal (is) megrakott hajók elindulnak a kikötőből Eszék irányába.
- 1535 – A ferences rendházban 13 szerzetes lakik: ebből hét misés pap (Ebreczi Mátyás gvárdián, Erdődi Mihály és Újlaki Ferenc hitszónokok, valamint Fejérvári Demeter, Fejérvári János, Gadócsi Balázs, Bakai Miklós gyóntatók) és hat segítőtestvér.
- 1536 – Széhel 9 lakott és 5 lakatlan telkét, továbbá 6 szegény jobbágyát jegyzik fel.
- 1537. szeptember 30. – Palota vára – Laszki János árulása után – I. János adománya révén a protestáns Podmaniczkyaké (János és Rafael). A nagyváradon kelt adománylevél alapján azokért az érdemekért, melyeket a Trencsén megyei várharcokban szerzett, a vár visszaváltására vonatkozó feltételek kikötése mellett. Bátorkő mint pusztavár említődik.
- 1537. december 11. – Kecsethy Márton veszprémi püspök levélben értesíti Wilhelm von Roggendorfot, I. Ferdinánd fővezérét, hogy Podmaniczky János katonáit visszaszorították Palota várába, és nyolc foglyot ejtettek.
- 1539 – Bátorkő oklevélben pusztavárként említődik.
- 1539. augusztus 19–21. – Megtörténik Podmaniczky János és Raffael beiktatása Palota birtokába, amelyhez mások mellett Inota és Pét is hozzátartozik.
- 1543 – A török kerülgeti Palotát. Ulama boszniai bég vezetésével meg is ostromolják. A ferences élet megszűnik. Podmaniczky János elhagyja Palotát, Meznyánszky Jánosra bízza védelmét.
- 1543 – Szentágotai Literátus Lázár dikátor összeírása szerint Palotához Gyón, Csór, Isztimér, Mellár, Balinka és Inota tartozik. Ezen összeírás szerint Inotán 8 porta, 1 bíró, 2 szegény van, és Inota ez évben Cseh Gergely fejérmegyei szolgabíró járásába tartozik.
- 1544. december 24. – a Podmaniczkyak katolikus módon hűségesküt tesznek I. Ferdinándnak.
- 1544 – Említés Bátorkőről.
- 1546 – Podmaniczky János halála.
- 1547 – Palotán 80 gyalogos és 100 lovas katona védi a várat.
- 1549. március 24. – Podmaniczky Rafaelt értesíti a Helytartótanács, hogy Palota váráért nem hajlandó adni semmit, de átveszi tőle, ha a terhére van.
- 1549. július 3. – A Podmaniczky-család megegyezést köt az Udvarral Palota átadásáról, ám a tényleges átadás tíz évvel későbbre halasztódik. A Podmaniczkyak ennek ellenére végleg elköltöznek Palota várából Besztercére.
- 1549 – A török Veliszián fehérvári bég vezetésével sikertelenül ostromolja Palotát.
- 1552 – Meznyánszky János, palotai kapitány megtámadja Fehérvárt
- 1554. október 17. – Johiogli Arszlán bég  betör a palotai huszárvárba, és nagy zsákmánnyal tér vissza Fehérvárra.
- 1555. augusztus 31. – Arszlán vezetésével a fehérvári török Palota alatt lest vet, sikertelenül ostromolja Palotát.
- 1556. március 2. – 150 magyar gyalogos és 76 huszár található Palotán.
- 1558 – Újfalussy Ferenc a várkapitány.
- 1558. szeptember 8. – Podmaniczky Rafael és felesége, Lomniczai Johanna hívására Thury György elfogadja a palotai vártartomány gazdasági igazgatását.
- 1559. február 9. körül – Podmaniczky Rafael magtalanul meghal, ezáltal Palota vára földesúri magánvárból királyi vár lesz. Ebben az évben jelenik meg az utolsó adat Szélhelyről (Zenhel) és Bátorkőről.
- 1559. március 29. – Gregoróczy Vince kapitány inventáriumot készíttet.
- 1561 – Hamza székesfehérvári bég megpróbálja csellel elfoglalni a várat Thurytól.
- 1563–1567 – A Palotai náhije török adóösszeírása (deftere) szerint 10 ház adózik Palotán. Adója 50 akcse. (kb. 1 magyar forint). (A bég khássza).
- 1565. június 17. – Ötven magyar gyalogos érkezik Palotára.
- 1566. június 5. – Arszlán pasa 8000 emberrel körülzárja Palotát.
- 1566. június 15. éjjele – A felmentő sereg érkezésének hírére az ostromlók elvonulnak a vár alól.
- 1566. június 17. után – a Palota alatt összegyűlő seregek parancsnokai Török Ferenc, (Thury György, Gyualffy László, Helffenstein György, Salm Eck stb.) tanácskozást tartanak a további hadi célokról.
- 1566. június 29. – Salm Eck főparancsnok – egyetértve a magyar parancsnokok javaslatával – Veszprém vára ellen vezeti a sereget, melyet június 30-án el is foglal.
- 1567 – Thury György távozik Palotáról, közvetlen utóda unokaöccse, Thury Márton.
- 1567. június 30. – Thury György idősebbik öccse, Thury Benedek mint a palotai vár kapitánya megkapja az utasításokat Bécsből.
- 1567. július eleje – a pozsonyi országgyűlés az 1567. évi 17. törvénycikkével Fejér megye hódoltsági falvait a palotai végvárhoz osztotta be ingyenmunkára.
- 1569. január eleje – Thury Benedek a szabadbattyániaktól "nyolc eke barmát" hajtotta el. Polgárdit feldúlták a palotai katonák.
- 1572 – Giulio Turco elkészíti a palotai vár alaprajzát.
- 1573 – Egy helyi feljegyzés szerint a várpalotai bikapénzből („paráznabírság”) származó jövedelem évi 100 forint, miközben a földesúri malom 134 forintot hoz!
- 1573. szeptember 4. – Pálffy Tamás követi Thury Benedeket a kapitányi tisztségben
- 1574 – Wolf Jobst győri építési írnok Palotán tartózkodik.
- 1576. május 13. – A fehérvári törökök megtámadják Palota várát, elfognak 10 magyar katonát és zsákmányolnak 30 lovat.
- 1576. augusztus 18. – A palotai és veszprémi őrség Fehérvár alá megy és a fehérvári csordát elhajtja. A törökök utánuk erednek és a marhák egy részét visszahajtják.
- 1580. június 30. előtt. – Leég a vár. A fehérvári bég a kigyulladt palotai várra támadt.
- 1581. augusztus 20. – Meghal Erdődi Pálffy Tamás.
- 1582 – Ormándy Péter a várkapitány
- 1583 – Istvánffy István veszprémi várkapitány, valamint a szomszédos várak kapitányai komoly fegyvertényt hajtanak végre, amelynek során Ali koppányi béget is foglyul ejtik. Az akcióban Ormándy Péter kapitány vezetésével 60 palotai huszár és egy gyalogos század döntő szerepet játszik.
- 1584. október 3. – Istvánffy István megkapja a palotai kapitányi kinevezését.
- 1584. év vége – Istvánffy István váratlanul meghal.
- 1585. január 28. – A király kinevezi Thengeldi Bornemissza Jánost Palota kapitányának.
- 1585. július 11. – Thengeldi Bornemissza János ünnepélyes beiktatására a hadifizető mester megkapja az írásos utasítást.
- 1586 – Ali budai pasa megtámadja a várat, Bornemissza János nagyobb veszteségek nélkül megvédi.
- 1588. január 26. – Újra Ormándy Péter a várkapitány.
- 1588 – A törökök nyársba húzzák Inota falu bíráját, a lakosságra pedig sarcot vetnek ki.
- 1591. február 12. – Rudolf magyar király Prágában kelt levele Fernando Samaria de Specia Casa veszprémi és Ormándy Péter palotai kapitánynak, hogy Horváth Kristóf győri magyar kapitányt az anyavári jószágokban Eörsy Péter ellen védelmezzék.
- 1593. október 9. – Szinán pasa elfoglalja Palotát, miután a védők szabad elvonulás feltétele mellett a várat feladják. A török azonban a kivonulókra támad, hogy maga a várkapitány, Ormándy Péter is alig tud megmenekülni. Ormándyt a győri főparancsnokság börtönbe zárja a vár feladása miatt.
- 1598. július – Palotát Pálffy Miklós és Schwarzenberg Adolf egyesített serege visszafoglalja a töröktől.
- 1600 körül – Istvánffy Miklós Palotával kapcsolatos eseményeket is megörökít.

## 17. század
- 1600. szeptember 3. – Palotay István Starsith Farkas főkapitány-helyettesnek ír levelet Palotáról
- 1601. – Palotay István százados huszáraival ismeretlen okból elhagyja a várat, ezért Horváth Gáspár százados helyeztetik oda.
- 1601. március közepe – a fehérvári török 400 főnyi serege rohanja meg Palotát, de hatvan halottjuk hátrahagyásával kénytelenek visszavonulni.
- 1601. október 7. után elkezdődött a magyarországi török háborúk történetében egyedülállóan hosszú – tizenhat napig tartó! – székesfehérvári csata, amelyben Palota vára is fontos szerepet játszott.
- 1601. október 15. – Az új császári tábor arcvonalával északi irányba (hátában a csóri mocsarakkal) keleti jobb szárnyával Székesfehérvárra, nyugati bal szárnyával Palota várára támaszkodik.
- 1601. október 17. – A nap folyamán tovább folyik a tábor erősítése: a két szárnyon emelnek sáncokat. Mátyás főherceg és udvartartása is levonul a magaslatokról a síkságra a vízhiány miatt. Ugyanis a palotai közelében van egy tiszta vizű és bővizű forrás, mely igen nagy hasznára van a tábor csapatainak. Víz van bőven, de az élelmiszerekben egyre nagyobb a hiány.
- 1602. augusztus 12. – Horváth Gáspár, Palota várának parancsnoka jelenti Győrbe, hogy a törökök ma Székesfehérvárt ostromolják.  A török ebben az évben Palotát is megkísérti.
- 1605 április 21. – Horváth Tamás, Bocskai István bizalmi embere 160 lovassal a Dunántúlra jön, hogy a Dunántúlt Bocskai pártjára állítsa. Útban Székesfehérvár felé, ahol a szandzsákbéggel kívánt tárgyalni, megkerülve Veszprém várát útba ejtik Palotát, majd felszólítja kapitányát, Horváth Gáspárt, hogy álljon Bocskai István fejedelem pártjára. Horváth Gáspár azonban elutasította a felhívást, mondván: „Az jámbor Bocskai ki légyen, személyét nem ismerem, levelét nem látám, kívánságát nem értettem. Követet ne is fárasszon, ha a várat akarja, mert szinte olyan válasza lészen, mint harmadéve Szerdár Haszán basának volt... Én nemzetemben soha áruló nem volt, bizony én nem akarok első lenni!”
- 1605. június 5. – Szamosközy István feljegyzése alapján ekkor Palota Bocskai csapatainak hatalmában van.
- 1608 – Palota török kézen. Schemann török várparancsnok vezetése alatt 91 lovas, 102 gyalogos és 13 tüzér teljesít szolgálatot.
- 1614 – Zichy I. Pál lesz Palota birtokosa és várkapitánya, akit 1620-ban a veszprémi vár (református) őrsége megkötözve átadja Bethlen főkapitányainak.
- 1617 – Inota puszta.
- 1620. szeptember 28. – Miután Bethlen Gábor 8000 főnyi hadsereggel újabb támadást indít a Dunántúlon, a győri főkapitányság összes vára – köztük Palota (Pápa, Veszprém) is – a kezére kerül Haller Péter és Fekete György nevű vezérei által.
- 1621 – Bethlen a Nikolsburgi békében lemond a várról.
- 1622. július 29. – Palota ura Cziráky Mózes II. Ferdinánd adományozása révén. Cziráky birtokába kerül Inota is. Ez évben ugyanis II. Ferdinánd Cziráky Mózesnak a Bethlen Gábor-féle mozgalom alatt szenvedett sok káráért 6000 forintban átírja neki Várpalotát illetve a hozzá tartozó birtokokat (pl. Inotát).
- 1624 – Újra Zichy Pál a várkapitány, de az ellene felmerült panaszok miatt elhelyezik.
- 1628–1660 – Palota török kézen.
- 1630 – 200 főnyi török őrség a várban.
- 1630 – Cziráky Mózes a 6000 Ft-ot nem fizette le II. Ferdinándnak és az adományozott birtokokat sem fogadhatta el soha. Halála után felesége, Káldy Zsuzsanna tart e birtokra igényt a veszprémi püspökkel szemben, és amikor az utóbbi panasszal fordul a kamarához, Káldy Zsuzsanna birtoklása ellen a Kamara 1630-ban Laszy Pétert küldi Palotára, hogy a Palota várához tartozó birtokokat adja át Káldy Zsuzsannának Ősi és Hajmáskér kivételével, amelyek „ab antiquo jure”-, régi jogon a veszprémi püspökséghez tartoznak.
- 1630. december 12. – Laszy Péter kihirdeti hivatalosan a király akaratát, hogy 1000 magyar forint ellenében meghagyja Káldy Zsuzsanna kezén fenti feltételekkel Palotát és a fent körülírt Palota várához tartozó birtokokat, többek között Inotát. Az ítélettel mindkét fél elégedetlen. A püspök azért, hogy nem kapta vissza minden birtokát, Káldy Zsuzsanna pedig bosszankodik a jogtalannak vélt 1000 forint miatt.
- 1646 – Vajtai Márton veszprémi hajdú verses levele a palotai törökökhöz „Palotai rabló törökökhöz” címmel.
- 1647. július 21. – Batthyány Ádám Esterházy Lászlóhoz levelében a következőkről értesít minket: „Az beszprimi vitézek is egyetértvén egy vitéz szolgáimmal, Palota alá mentenek, mintegy hatszázan lovassal, gyaloggal, azoknak jórészét kiszorították az vártól, s jól is, s rosszol is jártak, mivel énnekem igen jó és vitéz szolgámat meglőtték, ki miatt meg is holt; egy s kettő másik szobán vannak lövés miatt; nem tudom, ha gyógyulhatnak-e meg nyavalyások, azok is igen vitéz legények, és ki megholt, Jobbagi Istóknak hívták, kit bizon igen sajnáltam, de az így szokott járni az törökben. Tizenhat elevent hoztak el s ennéhány fejet.”
- 1648 – Vitézi ének Thury Györgyről
- 1650. április 20. – III. Ferdinánd Zichy I. Istvánnak adományozza Palotát és vártartományát.
- 1650–1660 – Evlija Cselebi török történetíró feljegyzései Palotáról. Zrínyi Miklós megénekli Palotát és Thury Györgyöt
- 1660 – Palota magyar kézen
- 1664. május 17–25. – Rendelet Hadzsi Musztafa pasához, a székesfehérvári szandzsák szandzsákbégjéhez: a palotai vár omladozásáról szóló jelentésének vétele után utasította a budai mütesellimet (vagyis a beglerbég helyettesét), hogy Buda vidékéről küldjön meszet a vár kijavítására.
- 1664. július – A Székesfehérvárnál gyülekező tatár és török csapatok a törökök kezén levő Palota várig nyomulnak előre. Innen indulva végzik további dunántúli hadmozdulataikat. A hadsereg soraiban volt Evlia Cselebi, a nagy török világutazó, aki leírta a hadjáratot. Először is Palota váráról írt: "Palota vára... Jelenleg a budai ejaletben (tartományban) a Székesfehérvárhoz tartozó szubasisághoz (katonai kerület) tartozik. Vára a Palota-hegy szélénél négyszög alakú, erős vár. Kapuja a keleti oldalon van, s előtte az árok felett felvonóhíd. A várban mintegy kétszáz kicsiny ház, magtárak és Murad khándzsámija (a volt középkori kápolna) vannak. Hírneves és bátor vitézei az ellenséggel (ti. a magyarokkal) szüntelenül harcolnak. Palota, Battyán és Csóka váraknak összesen ezerkétszáz katonája van, akik a budai defterdároktól kapják zsoldjukat és élelmezésüket. E város kertjei és szántóföldjei olyanok, hogy veteményekben hiányt nem szenvednek; különösen sok körtéjük van."
- 1669 – Ismét török kézen Palota
- 1672 – A bosnyák keresztény szülőktől származó Oszmán pasa, a későbbi nagyvezírhelyettes ekkor a palotai őrség egyik csapatának, a bosztandzsiknak parancsnoka (bostandzsi basi).
- 1675. május 29. – Ibrahim (fehérvári főszandzsákbég) „Csíkvárnak, Palotának, Csókának" szandzsákbégje.
- 1680. január 30. – A veszprémi, tihanyi és vázsonyi végvárak magyar katonasága Palota várának környékén portyázott. A lovassági harcban Berhida keleti szélén, a Séd-patak hídjánál többek között hősi halált halt Sempthey Ferenc vázsonyi kapitány is, kinek fejét a palotai törökök magukkal viszik. Ezek a csetepaték már előrejelzik egy újabb háború kezdetét.
- 1683. június 23. – A török hadak e napon érik el Palotát, majd innét 24-én a Thököly-párti hadak generálisa, Barkóczy Ferenc Veszprém várába megy. (A török hadsereg 1683. május 13-án Belgrádnál összpontosul, ahol a szultán kinevezi a hadjárat fővezéréül Kara Musztafa basa nagyvezírt. Néhány nappal később, június 7-én Thököly Imre fejedelem magyar csapatai Eszéknél csatlakoznak a török hadakhoz.)
- 1683. szeptember 24. – Babocsay Ferenc veszprémi kapitány e napon keltezett levelében így dicsekszik haditetteiről: "egy fehérvári derekas Somi Zainnak, ugyanott való egy agának, és négy vagy öt iszpájának (szpáhinak) is, az palotaiaknak pedig az színét, az várból sem szedhettünk volna válogatva is jobbakat, úgy mint Besvári nevű palotai agának, Kara Oglunak és ezeken kívül is tizenkét az palotaiak közül; eleven is hat vagyon kezünk között, azokban is jó iszpáiák és bestiák vannak."
- 1687. október 17. – Esterházy János 3000 emberével ostrom alá vonja a várat. Az ostromló magyar csapatok soraiból öt hajdú meghal.   Az ostromban részt vesz Gabrieli Rafael, más néven Tüzes Gábor barát is.
- 1687. október 20. – Megérkezik Komáromból Ariezaga János spanyol származású ezredes néhány ágyúval, melynek hatására a várvédő törökök megadják magukat.
- 1687. október 22. – A törökök feladják a várat. Vége a török hódoltság korának Palotán.
- A várat 68 fegyveres férfi, 97 asszony és 39 gyermek hagyja el, akiket egész Budáig kísér el a katonaság, ahonnan hajókon török területre szállítják őket.
- A palotai vár kapitánya a csóri birtokos, Szegedi Bálint lett.
- 1688. január 20. – Palotán Székesfehérvárról elmenekült janicsár jelentkezik és védelmet kér. Ez a török felajánlja Bisztercky Ernő alezredesnek, hogy megmutatja a fehérvári vár gyenge pontjait
- 1688. január vége – február eleje – A palotai katonák (mintegy 200 fővel) alkotják a székesfehérvári blokád nyugati szárnyát
- 1688. január vége – A zsámbéki magyar parancsnok irgalomból két szekér búzát küldött a fehérvári töröknek. Ezért a palotai blokád parancsnoka, Biszterczky Ernő alezredes a haditanácsnak javasolta, hogy nevezettet szigorúan büntesse meg..
- 1688. szeptember 9. – A székesfehérvári kamarai tiszt, új provizor: Gabriel Kranzer amiatt panaszkodik, hogy Csókakőn és Palotán kizárólag magyar hajdúk és magyar huszárok állomásoznak, akik az itteni németekre nézve veszélyesebbek, mint a törökök voltak. „Csókakő és Palota stratégiai szempontból Fehérvárra akkor lenne veszélyes, ha magyar felkelés törne ki."
- 1690. szeptember 4. – A palotai táborba ér az a 600 huszár, akiknek mustrájára másnap itt kerül sor. Ugyanis az 1690. évi szerbiai hadjáratra történő toborzáskor Zichy II. István 1000 hajdú és 600 lovas kiállítását vállalta, úgy, hogy a katonák két havi pénzt és három havi posztót kapnak meg előre.
- 1692. július 10. – Az újjáalakuló Fejér megye első, főispáni beiktató gyűlésén, mely Székesfehérváron zajlik, jelen vannak mások mellett vázsonykői Zichy Imre és ifjabb Zichy István őfelsége aranysarkantyús vitézei, Szegedi Bálint, a palotai vár kapitánya, Sallay István az említett Zichy Imre és István grófok tiszttartója, Budai Ferenc a palotai vár helyettes parancsnoka.
- 1692. augusztus 28. – Horváthy Disznóssy Ferenc Komáromban kelt levelében elismeri, hogy "nemzetes s vitézlő Szegedi Balint Palotai kapitanne Nemes Küs Faludi Kata Aszszont eő kegielme Baboczay Gaspar ott való biroja altal" kétszázötven forintot kapott.
- 1692. október 4. – Horváthy Disznóssy Ferenc Szegedi Bálinttól 30 forintot kap, amit levélben ismer el.
- 1693. november 13. – Nemesi közgyűlést tartanak Székesfehérvár szabad királyi városban, ahol mások mellett Szegedi Bálint, a palotai helyőrség kapitánya is jelen van.
- 1693. december 10. – december 15. – Nemesi közgyűlést tartanak Székesfehérvár szabad királyi városban, ahol mások mellett Szegedi Bálint, a palotai helyőrség kapitánya is jelen van. Elhatározzák, hogy vizsgálatot kell tartani a korábban Fejér megyétől elszakított falvak: Tác, Kovácsi, Palota ügyében! Levelet kell küldeni Pápára, Veszprém megyéhez. Újvári István tiltakozik Zichy Imre és István grófok nevében Csernye, Jásd, Pacsman, Sikátor, Mester, Császár, Csöp, Dolosd, Isztimér, Kúti, Eszény, Gyón, Alsó Inota, Fölső Inota, Mellár, Csősz, Bála, Tenyő, Öskü, Palota és Csesznek között fekvő puszták miatt.
- 1694 – Inotán fából és sövényből református parochiális ház, plébánia épül
- 1694. január 5. – január 7. – A Fejér megyei nemesi közgyűlés megállapítja, hogy írni kell Zichy Imre grófnak Palota és Tác elhagyott falvak ügyében, amelyek jelenleg Fejér megyéhez tartoznak, hogy régi adományleveleiket mutassák be, és hitelesíttessék, minél előbb adják az alispán úr kezéhez, hogy a Bécsbe küldendő követ urak minél hatékonyabb dokumentumokkal tudják előmozdítani a nemes megye kérését.
- Ugyanezen közgyűlés Leistner úr kérésére kiküldi a járási szolgabírót Palotára, hogy keresse meg a császári ökröket Szabó Mihálynál és ennek a helynek harmincadosával, aki őt vádolja, vizsgálja ki az ügyet, majd tegyenek jelentést a megyének. A szolgabíró figyelmeztesse a palotai urakat arra is, hogy az ott hagyott ökrök tartására gondot viseljenek. Ha elpusztulnának, számadással tartoznak értük.
- 1694. január 18. – január 19. – Pek pesti hadbiztos megérkezik Székesfehérvárra megvizsgálni a megye helységeit és a katonai elszállásolást. A nemesi közgyűlésen Kolosváry Mihály szolgabíró és Szegedi Bálint palotai kapitány vállalják, hogy be fogják mutatni az ökrök kvótáját és élelmezését.
- 1694. november 27. – Amikor Besnyák Sándort, Fejér megye hadbiztosát a hadbiztosi hivatalból kiküldik, a palotaiak barátságosan átengedik, de a német tiszt engedélye alapján a németek szembeszállnak vele. Erről tájékoztatni kell Zichy István győri altábornagyot és Veszprém megyét, és kérni kell, hogy büntessék meg őket.
- 1695. január 31. – A Fejér megyei közgyűlés iratai szerint Zichy Imre és István grófok Sallay Demeter provizor útján eltiltják Rétipusztától a palotaiakat és a csóriakat, minden itt találandó barmaik és jószágaik elvesztésének terhe alatt, s erről bizonyságlevelet kérnek.
- 1696 – Az összeírás szerint Inotán már a következő lakosokat találjuk: Bíró: Tóth Mihály; lakosok: Németh János, Kovács János, Molnár Benedek, Szabó Péter, Kis József, Ihász András, Németh József, Szabó József, Hamar István, Dömöky István, Szabó István, Hamar Mihály, Bodai Gergely, Szabó András, Szabó Lukács. Inota község ekkor Zichy Pálé.
- 1698 – Palota várában a várban és a külső várban álló 188 kis házban összesen kilenc huszár és hatvanhét gyalogos hajdú élt Patonai Márton várkapitány, valamint Kéri Gergely gyalogos vajda parancsnoksága alatt.(Lakott még a városban kilenc királyi szabados is.)
- 1698. március 1. – Az első egyezség a Zichy (II.) István gróffal: Palota lakói nem jobbágyok, hanem „Palotai sereg vagy Szabad Rend”. A négy évre szóló egyezség alapján a betelepülők ez időre mindennemű szolgáltatástól mentesek.
- 1699 – Zichy (II.) Imre Inotára hozza az első telepeseket.
- 1699. március 21. – Ezen a napon az Udvari Haditanács – a karlócai béke után majdnem két hónappal – már elrendeli a kanizsai és győri főkapitányságok kisebb várainak – többek között Pápa, Palota, Veszprém, Vázsony, Tihany várainak – lerombolását. Egyúttal rendelkezik a volt végvárak katonaságának elbocsátásáról is, és elrendeli, hogy ezzel egyidejűleg török birodalommal határos déli határszéleken ki kell alakítani a tiszai és marosi határőrvidéket.
- 1699–1702 – Megkezdődik Palota várának barokk kastéllyá alakítása. Régészeti kutatások szerint ekkor készült el a várkastély déli szárnya, a várkápolna és a két déli torony két emelettel történő megemelése. Palotán a tüzérség elszállítása mellett az erős gerendaszerkezetű földsánc elbontását és a várat körülölelő vizesárok feltöltését végzik el. Dumont hadmérnök felmérése szerint a várkastélyt körülvevő 5 kis rondella lerombolásához és a rossz állapotban lévő árok betemetéséhez 2 aknászra, 18 kőművesre, 6 kőtörőre, 2 ácsra, 200 lapátra, 200 csákányra és 300 munkásra volt szükség.
- 1700 – A protestáns felekezetek elválása. Református templom épül a várkapu keleti oldalában. Az evangélikusok Szakállas Molitoris Andrást hívják meg első lelkészüknek.  Egy evangélikus egyháztag, Konkolos Péter „oskolaszobát” ad a saját házában.

## 18. század
- 1701. január 5. – A földesurak beszámolnak birtokaikról a Fejér megyei nemesi közgyűlés előtt, ahol Zichy Imre és István gróf urak részéről Bedl György, a palotai uradalom tiszttartója azt vallja a Palotához tartozó falvakat és pusztákat tekintve, amelyeket részben Zichy Imre gróf birtokol, részben zálog alatt állnak, hogy a grófok a Magyar Kamarától vásárlás jogán birtokolják. Az ide vonatkozó dokumentumokat is bemutatja.
- 1702. február 4. – Lipót császár elrendeli a várpalotai vár lerombolását. A megye a pápai gyűlésen megfellebbezi a döntést.
- 1702. április – Nicolas Dumont hadmérnök felmérése szerint a várkastélyt körülvevő 5 kis rondella lerombolásához és a rossz állapotban lévő árok betemetéséhez 2 aknászra, 18 kőművesre, 6 kőtörőre, 2 ácsra, 200 lapátra, 200 csákányra és 300 munkásra volt szükség. A hadmérnök szükségesnek tartotta megjegyezni azt is, hogy a Zichyek várkastélya nem igazán védhető hely, de ha az Udvari Haditanács annak lerombolása mellett döntene, akkor több, mint 30 napot vennének igénybe a munkálatok.
- 1702. május – A Zichy család levele az Udvari Haditanácshoz, hogy a palotai rezidenciáját megtarthassa.
- 1702. november – A Zichy család második levele az Udvari Haditanácshoz, hogy a palotai rezidenciáját megtarthassa.
- 1703 – Megépül az evangélikusok iskolaháza a parochiális háztól keletre (ahol az 1940-es években pékség áll). Építtetése Molnár (Molitorisz) Sámuel lelkész nevéhez fűződik.
- A palotai várból elszállítják a tüzérséget, majd megtörténik az erős gerendaszerkezetű földsánc elbontása és a várat körülölelő vizesárok feltöltése.
- 1704. január 22. – Heister átveszi Magyarországon a császári hadak parancsnokságát, majd Pét, Palota, Berhida között tábort üt.
- 1704. február – Károlyi Sándor generális parancsára volt végvári tisztek szedik össze az egykori végvári katonákat. Bódy Gergely lovashadnagyhoz különösen sokan állnak Palota és környékéről is. Palota vára kuruc kézen van.
- 1704. május – Heister sikertelenül ostromolja a várat.
- 1705. március vége – Palota császári kézen van.
- 1705. november – Bottyán seregének jobb szárnya és derékhada beveszi Palotát.
- 1707 – Ember Pál 1707-ben már kész egyháztörténetében (Historia Ecclesiae Reformatae in Hungaria et Transylvania… nunc autem accessionibus multis locupletata et hoc ordine concinnata a Frid. Adolpho Lampe. Trajecti ad Rh., Utrecht 1728., 657. lapján) felemlíti Inotát a veszprémi református egyházmegye gyülekezetei között.
- 1707. április vége – Bottyán elrendeli a Pápa városa(külső vár)körüli erődítmények lerombolását, s ugyanakkor parancsot adott, hogyfokozzák Sümeg és Palota várainak erődítését. Ezzel egyidejűleg Palota várában fejlesztették a puskaporkészítő műhelyt.
- 1707. július 1. – Pfeffershofen budai parancsnok 1000 főnyi labanc-német-rác sereggel, négy ágyúval megkezdi a vár ostromát, de Domokos Ferenc brigadéros 90 hajdúval és a várfalak közé szoruló lakossággal sikerrel védi. Palotai nők a védők közt. Béri Balog Ádám is felmentő segítséget nyújt Palotának. A sikertelen ostrom után a császári had a várost „tőből kiégette” – derül ki Bottyán János 1707. július 3-i jelentéséből.
- 1708 – Lőszergyártás folyik a várban, négy mázsa puskaport, kétszáz gránátot és egy láda ólomgolyót szállítanak innen Greiner Antal brigadérosnak, Simontornyára.
- 1709. augusztus eleje – Heister Palota előtt legyőzi Esterházy Antal altábornagy kuruc seregét.
- 1710 – Megalapítják Várpalota katolikus plébániáját.
- 1711 – Rabutin császári tábornok felrobbantja a vár északi tornyát, amely a szabadságharc bukása után végleg elveszíti hadi jelentőségét.
- 1711. február 28. – Új egyezség az urasággal, Zichy (II.) Imrével és Zichy (III.) Jánossal.
- 1712 – A prédikátorukkal, Molitoris (Molnár) Andrással együtt Csótról (Várpalotáról?) elinduló magyar ajkú lutheránusok 1712-ben rövid időre lehorgonyoznak Pincehelyen. ("1713. Esztendőben a következendö 8 gazdák, a többieknek igazgatoik jöttenek le: 1. Borda István, 2. György, 3. Szabó Ferencz, 4. Kiss István, 5. Morotz János, 6. Kiss András, 7. Szőke János, 8. Farkas Péter, minden tselédekkel. Ezek a Felség Kamara Currensének tenora szerint, hogy vallásbéli szabad Exercitiumjokat telepedésekkel elkezdhessék Palotáról egy Molnár András nevezetű felszentelt Predikatort magokkal lehoztak. Ki is ezen emberekkel Pinczehelyen letelepedvén Sz. Háromság vasárnapján legelső predikáczioját tartotta, és vélek együtt a Nyárnak nagyobb részét ott töltötte. A következendő ősszel predikátorjokkal együtt Gyönkre jöttenek, akinek is akkor, mindjárt azon a helyen ahol a mostani Magyar parochiális ház vagyon, épétének egy deszkából készült hajlékot, ahol az Isteni szolgálat sok időkig folytattatott.")
- 1715 – Az országos összeírás szerint Inota adózóinak neve: Joannes Bodai, Joannes Szabó, Stephanus Farkas, Georgius Hamar, Stephanus Kis, Stephanus Hamar, Andreas Berta, Stephanus Solymos, Joannes Nemét, Michael Hamar, Michael Horvath.
- 1715. július 13. – Zichy Imre és János közbenjárására III. Károly engedélyezi, hogy Palota mezőváros („oppidum”) ettől az évtől kezdve évente három országos vásárt tartson.  Palotán 125 család él, 115 ház van, az iparosok száma 26.
- 1716 – A palotaiak kijelentik, hogy legfeljebb az évi 600 forintos váltságot fizetik ki két részletben, azonkívül semmit.
- 1720 – Palotán római katolikus iskola működik. Az iparosok száma 36
- 1720 – Inotán összeírt adózók: Georgius Hamar, Michael Hamar, Stephanus Farkas, Stephanus Kiss, Michael Szabó, Joannes Baday. Inotán összeírt zsellérek: Joannes Németh, Michael Meszaros, Stephanus Solymos, Andreas Berta, Georgius Horvath, Georgius Lukacs, Stephanus Takacs.
- 1721 – Inotán vallásügyi vizsgálódás folyik, amelynek során reformátusokat hallgatnak ki tanúként.
- 1722–1727 – A Zichy-kastély építése.
- 1727. május 1. – Acsády Ádám veszprémi püspök felszenteli a kastély földszinti kápolnáját Gábor arkangyal tiszteletére.
- 1730 körül – Megkezdődik a Korona vendéglő építése (valószínűleg Zichy III. János, vagy Zichy IV. János építtette). A várossal való egyezség alapján az év négy hónapjában a város kocsmája (a város borát mérték ki), az év többi részében pedig az uraságé a kocsma.
- 1730 körül – Iskolaház épül a mai Kossuth utcában.
- 1732. június 5. – Gróf Zichy Jánosné székesfehérvári Paul Hatzinger kőművesmesterre bízza szerződésileg a palotai vendégfogadó építését.
- 1733. november 3. – Nepomuki Szent János köztéri szobrát felállítják.
- 1734. április 5. – 1735 – Gróf Zichy János Paul Hatzinger kőművesmestert szerződteti a palotai várkastély új helyiségeinek építésére, a palotai várkastély renoválására.
- 1735 – Miután Arhold Mátyás nevű birkás felépíti az inotai templom hajóját és tornyát, személyesen Acsády Ádám veszprémi püspök fölszenteli.
- 1738 – Talheim Mária (Maria Anna von Thalheim) kápolnát építtet a temetőben a ferences rendház romjain.
- 1740. október 1. – Ismét szerződés születik Palota és a Zichy gróf között, miután a gróf megpróbálja fokozni a lakosság terheit.
- 1744 – Inotán 67 házszám található 67 adófizetővel, továbbá 37 jobbágy, 25 tizenhat éven aluli fiú, 4 leány, 2 testvér, 26 zsellér, 31 akó és 4 cseléd. A község állatállománya: 134 jármos ökör, 46 fejős tehén, 37 hámos ló, 7 tinó és 61 sertés volt. Inota lakói 338 és 1/3 másodrendű szántót, 112 hold harmadrendű kaszálót és néhány hold szőlőt műveltek. Az adólajstromban szereplő családnevek: Bencze, Bodai, Hamar, Károly, Kuthi, Mészáros, Pátkay, Sándor, Szabó, Szarka, Zugor.
- 1746 – Ebben az évben a házak száma 307, az adózóké 409, az iparosoké 146. Hét zsidó családot találunk ekkor Palotán.
- 1746. október 1. – Talheim Mária meghal Várpalotán. Ugyanezen a napon újabb egyezségirat készül az urasággal: Zichy (IV.) Jánossal és Zichy (IV.) Istvánnal.
- 1747. február 25. – Padányi Bíró Márton Inotán jár, egyházlátogatási jegyzőkönyve fölsorolja a katolikus családokat: Berta, Bódai, Csaráczki, Eck, Hegedűs, Horvát, Kapocs, Kecskés, Kerekes, Kohus, Lukáts, Luták, Paur és Perdmár nevűek. A katolikusok lélekszáma a jegyzőkönyv szerint 85: 34 házasból és 51 gyermekből áll.
- 1749. június – A katolikus, református és evangélikus egyház akciót szervez a káromkodás bűne ellen.
- 1752 – Rögzítik Inota és Isztimér közt a határt gr. Zichy János és István kérésére.
- 1753 – Megépül a levéltár a várban Thomka Ferenc vezetésével.
- 1753 – Földvita palotaiak és csóriak között. Zichy István palotai földesúr emberei nemcsak elkergetik a csóriakat a vitás földterületről, de fegyveres kézzel elfogják, és a palotai várba viszik, ahol hetüket tömlöcbe zárják és megbilincselik, majd négy és fél hétig ott tartják. Ezalatt még enni sem adnak nekik, csak amit hozzátartozóik Csórról visznek.
- 1754 –  Palota Inotával közösen kanálist ás a Sárréten. Tisztázódik a két község határa.
- 1754–1770 – A Sárrét meghódítása.
- 1756 – Palota és Ősi határába fűzfákat ültetnek, ezzel tisztázódik a határ. A házak száma 376.
- 1757 – A római katolikus családok száma 259.
- 1758 – Kőfalú r. k. iskola épül a vályogfalú helyett.
- 1759 – A céhbeli iparosok száma 193, a parasztoké 263, a zselléreké 110, a zsidóké 16, a görögöké 2. A házak száma 503, az adózóké 458.
- 1760 – Az inotai bíró megveri Zalka Pál csóri juhászt, aki a csóriak által bérelt területen legeltetett.
- 1763 – Nagy István evangélikus lelkész nevéhez fűzhető, hogy a régi és nagyrészt sövényből való „oskolaházat” kőből újra megépítik.
- 1765 – A Zichyek Polányból Inotára telepítik be Polány elüldözött protestáns (evangélikus) lakosságát. Egy teljesen külön utcát telepítenek be velük, melynek a mai napig Polyán utca a neve. Az új telepesek megkapják az Irtás-földeket, és öt évi adómentességet élveznek.
- 1765 – Schmidegg Friderika grófnő „az egész várat szépen megtisztíttatta és megjavíttatta”.
- 1768. július 28. – Újabb egyezség a Zichyekkel, amelyet jóváhagyás és betekintés végett elküldenek Mária Teréziának. A királynő végzésben nyilvánítja örök érvényűnek az egyezséglevelet. (Tkp. az 1746. évi szerződés megerősítése.)[3]
- 1768. december 15. – A mezőváros és a Zichyek között legutóbb kötött egyezség immár Mária Terézia jóváhagyásával visszakerül a megyéhez és a Zichyekhez.
- 1769. április 7. – Mária Terézia e napon keltezett rendeletében a postautak állomásainak egyikeként felsorolja Palotát is.
- 1769. június 21. – A megkötött egyezség királyi jóváhagyását nyilvánosan kihirdetik a palotaiaknak a megyei kiküldött és uradalmi tisztviselők jelenlétében.
- 1769. július 2. – Királynői döntésbe bele nem nyugodva Schmidegg Friderika grófnő, Zichy IV. János második felesége napszámosokat kér a városi tanácstól, amely ezt megtagadja. Erre válaszul a grófnő a küldöttséget elfogatja, a bírót kis híján deresre húzatja. Éjjel a város lakossága a vár elé vonul tüntetően, mire a grófnő a vármegyétől segítséget kér.
- 1769 – Az események hatására az elkeseredett polgárság a grófnőt bevádolja a királynőnél, a grófnő pedig az úriszéke elé állíttatja a „renitens” várost. Bár az úriszék előtt a polgárság egyöntetűen azt vallja, hogy nem volt értelmi szerzője a megmozdulásnak, hanem a város egyhangúlag határozta el cselekedeteit, a földesúrnő mégis kitelepítésre, tömlöcre, deresre ill. kényszermunkára ítéli az általa megjelölt tekintélyes polgárokat.
- 1770 – Schmidegg Friderika grófnő parancsára az inotai templom felszerelését Giczey István palotai plébános vezényletével beszállítják a palotai várkápolnába. (Ekkor még Palotán nincs a katolikus közösségnek temploma.)
- 1772 – A fürdőkúti és a csákányhídi csatornák tisztítására "tatai ásókat" hívnak.
- 1773–1774 – A fürdőkúti és a csákányhídi csatornatisztítási munkálatok megtörténnek, miáltal a Sárrétet "practicabilissá" teszik.
- 1774 – A házak száma 460
- 1775. június 5. – Inotaiak és palotaiak összeverekednek határvita miatt.
- 1776 – Jegyzőkönyv készül, miszerint az ösküiek a Kikeri-tó körül egészen a Vén-Cserig belekaszáltak a palotaiak csádéjába, és viszont, ezek is "becsúsztak Öskü felé". A vármegye segítségével tisztázódik az ügy.
- 1777 – A mai katolikus templom építésének kezdete.
- 1777. május 6. – Szenitzei Bárány Pál lelkész kezdeményezésére az evangélikus gyülekezet elhatározza, hogy egy 10 öl hosszú, 5 öl széles, új (kő-)templomot épít. A Pozsonyban lakó Zichy István gróf önként vállalja az ügy támogatását.
- 1778 – Az uraság kérésére elveszi a király a Várberek erdejét a városlakóktól.
- 1778 – A várpalotai evangélikus hívek száma: 961, az inotai evangélikusoké: 70 fő.
- 1778. február 24. – Schmidegg Friderika Győrben meghal.
- 1778. június 22. – Megérkezik a válasz az evangélikus egyház számára, melyben a Helytartó Tanács Mária Terézi nevében engedélyezi a kért méretű templom építését.
- 1779. április 29. – Az e napon kelt Egyházlátogatási Jegyzőkönyv két filiálét említ a palotai plébánia mellett: az inotait és a pétit.  A jegyzőkönyv rögzíti, hogy Inotának ekkor 180 lakója van, kik közül 120 katolikus.
- 1779. március 18. – Leteszik az evangélikus templom alapkövét. Zichy István katolikus vallása ellenére támogatja az evangélikusok törekvését.
- 1779 – Bőhm Ferenc tervei alapján elkészül a nagy Sárvíz-csatorna. Inota lakossága 180 fő.
- 1780. november 1. – Az elkészült evangélikus templomot főtisztelendő Perlaky Gábor superintendens felszenteli a 48. zsoltár 4 és II. Sámuel 7,2 alapján tartott ünnepi beszédével. A felszentelés során közreműködik Mezibrodszky Theofil ösküi, Nagy István szentlőrinci és Horváth Sámuel helybeli lelkészek is.
- 1781–1786 – Kiss István hites jegyző feljegyzései, jegyzőkönyvek, kimutatások, több évtizedes iratok bemásolásával
- 1781 – Az adózók száma 675, a házak száma 637.
- 1781. február 6. – Bajza Pál, Zichy Miklós gróf evangélikus hitű számtartója Perlaky Gábor püspöktől levélben kap egy „gyászos áriát”, hogy keresse ki a Graduálban, „melyik vers melyik nótán megy, s a nótákat archiváriusné asszonyomnak tanítva megmutassa, Kozma urammal leírassa, s mikor a nagyságos grófnak olyas jó kedve lenne, mint magyar fitól küldetett magyar szíves kesergést bemutassa.”
- 1784 – Az inotai reformátusok felújítják az 1694-ben épült lelkészlakást.
- 1785 – II. József népszámlálása Palota mezővárosban 2009 férfilakost, ebből 135 nemest vett számba.
- 1786 – Felépül az inotai református kőtemplom.
- 1788 – A mai (várpalotai) református templom építésének kezdete.
- 1788. április 9. – Inotát hosszas tárgyalások után kiszakítják a palotai plébániából, és mint filialét a csóri plébániához csatolják. Mindez Szabó József vicearchidiaconus (esperes) jelenlétében történik, amiről Nagy Ignác (1777–1789) székesfehérvári püspök levélben értesíti Bajzáth József (1777–1802) veszprémi püspököt, és levelében kéri, hogy utasítsa a palotai plébánost is a végleges beosztásról.
- 1788. június 30. – Inotán jegyzőkönyvet vesznek fel arról, hogy 1770-ben az inotai templom milyen felszerelését szállították be a palotai várkápolnába.
- 1788–1795 – Hrabowszky György működése Palotán.
- 1789 – Hrabowszky György iskolai rendszabályokat állít össze az evangélikus iskolának.
- 1789. március – Az inotai református templomban először tartanak prédikációt Maros Istvánné temetése alkalmával a vonatkozó evangélikus anyakönyvi bejegyzés szerint.
- 1790 – A (várpalotai) református templom felszentelése. Ez alkalomból a következő énekek hangzanak el: zsoltárok közül XCVI.5.6. vers Énekeljetek, CXXII. Örülök az én szívemben, XXVII. Egy dolgot kívántam, XLIII. Isten oltárához, LXV. Javaival. Azután a dicséretek közül: 269. El bé mégyünk, Örül mi szívünk, 315. Szent vagy örökké, 266. Mondjatok dicséretet. Továbbá elhangzott két alkalmi ének, melyet Fodor veszprémi rektor (tanító) énekel négy veszprémi diákjával.
- Ugyanebben az évben betöltik az evangélikus gyülekezet másodtanítói állását: a rektor a fiúkat, a preceptor a lányokat tanítja.
- 1793 – Hrabowszky György kezdeményezésére hozzákezdenek egy árvaház építéséhez. N. Szigethy György csizmadiamester adja hozzá a területet, amihez a Zichy-uraság is csatlakozik saját földdel és az épülethez szükséges famennyiség felajánlásával.
- 1795. szeptember – Gróf Festetics László Takáts József társaságában átutazik Palotán és a következőket jegyzi le: „Palota mezőváros, szép helyen fekszik, alkalmas épületei vannak, és a’ gróf Zitsihez tartozik. Itt vagyon néki egy szép kastélya.”
- 1797. július 14. – Zichy V. István elrendeli a juhok és kecskék Úriszék által engedélyezett létszáma fölötti részének kiirtását.
- 1798 – az evangélikusok templomuk mellett, a mostani Várkerti Általános Iskola helyén lévő Mártsik István-házat 500 Ft-ért megveszik iskolai célokra, mely kőház egy szobából és konyhából állott, melyet a gyülekezet 1799-ben egy iskolaszobával kibővít.

## 19. század
- 1803–1817 – Megépül az evangélikus árvaház.
- 1805. május 1.–1807 – Leteszik az evangélikus templom tornyának alapkövét. Két év alatt megépül a bádoggal borított torony. Az 1806-os évben harangot ajándékoz Tomkaházy Tomka Ferenc és neje, Patonay Erzsébet és leveldi Kozma János.
- 1806. augusztus 16. – az evangélikus templom tornyára felkerül a kereszt.
- 1807 – Zichy Barbara síremléke elkészül.
- 1807. június 21. – A régi evangélikus oskolaházat – amely a későbbi pékség helyén volt – eladja a gyülekezet, helyette megveszi a Mártsik-háztól keletre lévő házat iskolai célra.
- 1809. június 25. előtt – A győri csata után Napóleon francia seregének egy-egy osztaga bevonul Várpalotára és Székesfehérvárra.
- 1809. október vége – A schönbrunni béke után az Andrássy-dandár (pk.: Andrássy János vezérőrnagy; Várpalota) zalai lovasezrede Várpalotán állomásozik.
- 1810 – Szegényház épül Palotán.
- 1815 – Richard Bright (1789–1858) angol utazó a vár mellett egy kis emelkedésen akasztófát lát (Zichyeknek pallosjoga volt!), a „várárokban” rabok láncait hallja csörögni, és egy háznál három cigány hegedűjére berúgott parasztokat lát tombolva táncolni.
- 1818 – megépítik az iskolát az inotai völgyben (ahol 1933-ban a 154. sz. ház található).
- 1818. október 12–13. – Bakonykúti felől érkezve François Sulpice Beudant geológus Palotán jár, megalszik, majd folytatja útját Veszprém felé.
- 1822. november 28. – A református egyházmegyei közgyűlés kárhoztatja, hogy az eddigiektől eltérően Zichy Miklós földesúr az inotai lelkészi és tanítói földek termését megdézsmáltatja. –
- 1823. november 18. – az egyházmegyei közgyűlés megállapítja, hogy az előző évi inotai dézsmálás azért történt, mert az inotai református prédikátor elmulasztott folyamodni annak elengedéséért.
- 1826 – Várpalota izraelita lakossága zsinagóga építését határozza el.
- 1826 – Az ifjú gróf Zichy Miklós a sárréti kanális ásás során kétfelé vágott lelkészi és tanítói rét helyett jobbat, nagyobbat, és több szénát termő rétet ad cserébe.
- 1827 – Inotán nyolc mesterember szerepel az adólajstromban: Sass János kovács, Vasinka György posztós, Vesztróczy János szűcs, Pesser János csapó, Mohl Mátyás, Mayer Mihály és Gál János molnárok.
- 1828 – A családok száma 927, a házaké 722, az iparosoké 277, a kereskedőké 33, az urasági alkalmazottaké 51. A könyvkötő szakmát is képviseli egy kézműves Nagy Pál „könyvpaktor” személyében.
- 1831. augusztus 5. – A palotai – egyúttal a Veszprém megyei – kolerajárvány első megbetegedései megtörténnek.
- 1831. augusztus 10. – Meghalnak a kolerajárvány első palotai áldozatai.
- 1831. október 11. – Vége a kolerajárványnak Palotán.
- 1834 – Megkezdődik a zsinagóga építése.
- 1835 – Megépül a Csapó (később Kossuth) utcai róm. kat. emeletes iskola.
- 1836 – A lakosság száma 6431, a legmagasabb a régi Palota történetében.
- 1837 – Az inotai templom szentélye beomlik.
- 1838 – Az összeírás szerint Inota község létszáma 817 fő.
- 1840. szeptember 11. – Felavatják az elkészült klasszicista stílusú zsinagógát. A felavató beszédet Schwab Löw budai rabbi tartotta, az ünnepségen részt vettek a Zichy grófok, ill. a város keresztény polgárai is
- 1844 – Az inotai templom renoválása Vida Dániel és Alhand Mátyás kőművesmesterek segítségével megtörténik.
- 1844. február 17.– Zichy Mária Terézia (Mária Terézia Zichy de Zich et Vásonkeö) férjhez megy Waldstein-Wartenberg Jánoshoz, ezáltal kerül Waldstein Várpalotával kapcsolatba.
- 1846 – Az evangélikusok a volt Mártsik-ház helyén felépítik az emeletes iskolaépületüket.
- 1848 – Várpalota lakossága: 5839 fő.
- 1848. március 22. – Csendes tüntető felvonulás Palota utcáin a pesti események hatására.
- 1848. március vége – A lakosság – „a jogegyenlőség balul fölfogott elvéből” kiindulva, az urasággal kötött szerződése ellenére – tovább méri a bort, ami ellen gróf Zichy Miklós több ízben tiltakozik, és a megyei bizottmány erélyes fellépését szorgalmazza. (Az 1746. október 1-jén kelt örökös szerződés ugyanis a lakosság bormérését csak fél évig, Szent Mihálytól, szeptember 29-től Gyertyaszentelőig, február 2-ig tette lehetővé.)
- 1848. május 7. – Palotán mintegy 400 fős nemzetőrség teszi le ünnepélyesen esküjét az alkotmányra és a királyra. Az ünnepség során Rosos IStván első alispán mond beszédet, elhangzik Vörösmarty Szózata és más „egyéb nemzeti dal”, majd éjjelbe nyúló lakoma zárul az ünnep.
- 1848. május 23. – Palotán hatalmas örömünnepet tartanak a nemzeti átalakulás örömére szónoklatokkal, ágyúszóval.
- 1848. június – Inota község nemzetőrei a csóriakkal együtt egy századot alkotnak, majd miután tisztjeiket megválasztják, az inotai református lelkész által Id. Szőgyény-Marich Lászlót kérik fel a kapitányság elvállalására. Ezt ő elfogadja, majd mindnyájan leteszik a nemzetőri esküt. A századot Szőgyény-Marich felesége egy saját maga készítette zászlóval ajándékozza meg ünnepélyes zászlószentelés keretében, melynek során a csóri plébános beszéd kíséretében megáldja a jelvényt.
- 1848. június 2. – Befejeződik A nemzetőrségről szóló 1848. XXII. tc. szerinti összeírás a megyében, melynek során a szervezeti kiépítés is megtörténik. A 66 megyei kapitányságból Veszprémben és Pápán 4-4, Palotán 3, Szentgálon és Devecserben 2-2 létesül.
- 1848. július 21. – Csirke Károly veszprémi szolgabíró feljegyzi, hogy a palotai nők milyen arany és ezüst ékszerek, valamint más értékes használati tárgyak felajánlásával csatlakoznak ahhoz az országos adománygyűjtéshez, amely 1848 májusától folyik az önálló magyar pénzügy és hadügy megteremtése érdekében.
- 1848. augusztus 5. – Rábahídvégen meghal Zichy Béla, aki Palotán önkéntesként állt be nemzetőrnek.
- 1848. augusztus 25. – Öskün fogadalmat tesznek Cseresnyés István főszolgabírónak, hogy a dézsmát két napon belül beadják, valamint év végéig a napszámot teljesítik. A lázító 66 éves ösküi zsellért, Vaczula Józsefet elfogják, és intézkedésre kiadják a büntetőtörvényszéknek. (Augusztusban a palotai uradalom több helységében, Öskün, Vilonyán, Királyszentistvánban megtagadták a szerződésükben előírt robotot és dézsmát, ezért kellett közbeavatkozni.)
- 1848. szeptember 5. – Fejér megye kormánybiztosa, Salamon Lajos Id. Szőgyény-Marich Lászlót mint nemzetőr kapitányt Fehérvárra maga elé rendeli, és a csóri és inotai nemzetőrök készenlétben tartására nézve több utasítást ad számára. (Mivel Jellasics betörése ekkorra már komoly fenyegetéssé válik, így a kormány minden olyan megyébe, amelynek területén a bán átvonulása valószínű, kormánybiztosokat rendel.)
- 1848. szeptember 12. – Id. Szőgyény-Marich László Várpalotán tartózkodik Zichy Miklósnál. Itt Szapáry Antal István főherceg "nemzetőri nyargoncza" is jelen van, aki "Jellasich ellen keserűen kikelt s a magyar ügyhöz való ragaszkodását nyilvánítá".
- 1848. szeptember 15. – A megyei bizottmány kihirdeti Batthyány Lajos miniszterelnök szeptember 13-án kelt, tömeges népfelkelésre szólító rendeletét.
- 1848. szeptember 16. – A megyei bizottmány a szolgabírók feladatává teszi, hogy a népfelkelésre alkalmas egyéneket helységenként a nemzetőrökkel vegyesen gyakoroltassák. A felkelő sereg egészét a honvédzászlóaljak fegyelmi rendszabályai alá helyezik.
- 1848. szeptember 17. – A közeledő ellenség hírére a Veszprém megyei bizottmány mozgósítja a nemzetőrséget, szervezni kezdi a Bakonytól Balatonig tartó védelmi vonalat.
- Ugyanezen a napon a székesfehérvári katonai élelmiszer-raktárban levő 250 mázsa búzát az inotai, mohai, keresztesi és csóri malmokba szállítják Jellasics gyors előretörése miatt.
- 1848. szeptember 21. – Detrich Zsigmond Fejér megyei szolgabíró Sárpentele, Szentmihály, Kiskeszi, Sárladány, Inota, Csór, Iszkaszentgyörgy és Moha helységekben kihirdeti a népfelkelést. Felhívja a férfiakat: ragadjanak kaszát, lándzsát, a kovácsmesterek egyenesítsék ki a kaszákat, az elöljárók a község védelmére szólítsák fegyverbe a népet.
- 1848. szeptember 24. – A VII. honvéd zászlóalj Palotán éjszakázik, másnap indul tovább a székesfehérvári táborba.
- 1848. szeptember 26. – A palotai uradalomnak fizetendő cenzust megtagadó ösküieket a kivezényelt 15 megyei hajdú kötelezettségeik teljesítésére szorítja.
- 1848. szeptember 28. – Vigyázó Ferenc, a zalai nemzetőrök parancsnoka a Zala megyei tapolcai járás önkénteseivel Palotán át vonulnak Sárkeresztes, Pátka, Nadap térségébe.
- 1848. szeptember 29. – a lezajlott pákozdi csata mindkét harcoló fél visszavonulásával zárul, a Veszprém megye területére tévedt horvát katonák közül hatvankettőt fognak el a várpalotai nemzetőrök.  A várost ellepik a menekülők Székesfehérvárról, és – ahogyan Csirke Károly szolgabíró alispánnak tett jelentéséből kiderül, ezekben a napokban a város népessége „nagy zúgásba és forrongásba vagyon – s a nagyrészt erővel ellenszegülést nemcsak, de ellenség elébe menést akar...”
- Ugyanezen a napon a megyei bizottmány albizottmányok felállítását határozza el Pápán, Palotán és Mezőföldön, melyek feladata, hogy Fejér megyével együttműködve a nemzetőrség célszerű mozgósításával biztosítsák a megye határait az ellenség betörései ellen.
- 1848. október 3. – Roth kálozi betörése mozgásba hozza a Fejér megyei és a székesfehérvári adminisztrációt, és Zlinszky alispán küldöttei útján – Salamon Lajos népfelkelési kormánybiztos még nem ér vissza Székesfehérvárra – meghirdeti a népfelkelést. Ennek hírére Detrich Zsigmond Fejér megyei szolgabíró felhívással fordul a környező helységek lakóihoz, hogy az önkéntesek vonuljanak Székesfehérvárra, illetve a szolgabíró pedig személyesen jön Palotára, hogy a mezővárossal és a veszprémi járás főszolgabírájával a gerillaakciók egyeztetése érdekében felvegye a kapcsolatot.
- 1848. október 4. – Az előző napi hírek Veszprémbe érkeznek, miszerint Fehérváron a Roth fogadására hátrahagyott horvát helyőrséget lefegyverezték. Ennek hatására, valamint Detrich intézkedésére és Hadhalmy székesfehérvári polgármester értesítésére a veszprémi járás nemzetőrei és népfelkelői Palotán gyülekeznek. A szentgáli nemzetőrség 350 emberét Veszprémbe rendelik, majd – egyesítve a veszprémi, szentgáli, márkói és bándi nemzetőröket – az egész csapatot Palota védelmének megerősítésére vezényelik.
- 1848. október 23. – 1250 hadifogoly horvát nemzetőrt – „szűrös pórnépet” – visznek Veszprémbe, akiket aztán átvezényelnek Palotára.
- 1848. október 27. – Újabb 130 horvát hadifogoly érkezett Veszprémbe, akiket szintén Palotára irányítanak.
- 1848. november 10. – Fejér megye kormánybiztosa, Salamon Lajos kihirdeti Kossuth Lajos proklamációját, egyúttal kormánybiztosi rendelettel minden nemzetőr kapitányt az illető község népfelkelési katonai parancsnokává nevez ki. Így Id. Szőgyény-Marich László hivatalosan is Csór és Inota községek katonai parancsnoka lesz.
- 1848. december 29. – Palota mezővárosban állomásozik a Szekulits-dandár, a Perczel-hadtest tartaléka. Miután értesülnek Perczel móri csatavesztéséről, Lepsény, Sárosd, Perkáta, Dunapentele irányban visszavonulnak. Ezután Veszprém megye harc nélkül ellenséges kézre kerül.
- 1849. január 9. – A hadsereg-parancsnokságnak alárendelt vármegyei közigazgatás élére Windischgratz tábornagy az aulikus beállítottságú Fiáth Ferencet nevezte ki császári-királyi biztosnak.
- 1849. január 27. – Palota elöljárósága kötelező hódolatát fejezi ki Ferenc József császár és magyar királynak
- 1849. február 4. – Csirke Károly járási szolgabíró összesen 31 cégéres bormérőt ír össze Palotán.
- 1849. február 5. – Palotán betiltják az engedély nélküli bormérést.
- 1849. február 10. – Bilincsbe verve két szekéren mintegy húsz császári lovaskatona kíséretében viszik Veszprémbe azt az öt várpalotai szűrszabó és csapómestert, akik korábban a magyar hadseregnek dolgoztak, s bérükért Debrecenbe mentek a magyar kormányhoz.
- 1849. február 11. – Báró Escherich veszprémi katonai parancsnok utasítja Fiathot, hogy Windischgratz rendelete ellenére a Kossuthékkal együttműködő és Palotán proklamációkat és hírlapokat osztogató egyének tevékenységét vizsgálja ki.
- 1849. február 15. – Rosos István beadott jelentése nyomán Brugovics Antalt és Rajnik Józsefet "nehéz fenyíték alá vétel" végett a katonai parancsnokságnak átadják.
- 1849. február 20. – Rosos a palotai elöljárókat rendeli maga elé ennek következménye lesz a bakancsot szállító palotai csizmadiák 25-i lefogása.
- 1849. február 25. – Csirke Károly szolgabíró jelenti a vármegyei alispánnak, hogy a palotai csizmadiacéh is készített lábbeliket a forradalmi sereg számára. Posch Mihály, Márcsik György, ifj. Bisztricsány Pál szállította Debrecenbe, akiket Palotára való hazaérkezésük után – Fiáth Ferenc császári-királyi biztos parancsára – a megyei börtönbe kísérik. Rajnikot és Brugovicsot megbünteti a katonai parancsnokság, a közvetett bűnösöket (összesen hét személyt) március közepén szabadlábra helyezi.
- 1849. március vége – Trattner ezredes újabb vizsgálatot rendel el, miután tudomására jut, hogy Palotán kihirdették azt a rendeletet, miszerint a magyar bankjegyeket nehéz fenyíték terhe alatt mindenki köteles elfogadni, valamint az, hogy a "lázadók részére posztót szállítottak.
- 1849. április 24. – A tavaszi hadjárat miatt tömegesen visszavonuló császári hadak érintik Palotát is.
- 1849. április 25. – Palotán keresztül szállítják az első magyar miniszterelnököt, Batthyány Lajos grófot valamint gróf Károlyi Istvánt és gróf Zselénszky Lászlót több elfogott magyar személlyel egyetemben a laibachi (ma Ljubljana) börtönbe. Az április 25-i éjszakát a várpalotai Zichy-kastélyban töltik.
- 1849. április 26. – Fiáth Ferenc és kísérete sietve elhagyja a megyét: Pápán át Sopronba menekül. Helyettük az újjáalakuló a Veszprém Megyei Állandó Bizottmány veszi kezébe a megye irányítását.
- 1849. május – Megalakul a Szemere-kormány. A közbiztonság helyreállítása után ismét megindul a megyében az újoncozás, mely a magyar katonai sikereknek köszönhetően egy hónap alatt szép eredménnyel be is fejeződik.
- 1849. május 3. – Palota mezőváros lakói gróf Zichy István magánbirtokát elfoglalják, és csak a karhatalom kirendelésével lehet a rendet helyreállítani.
- 1849. június 30. – július 1. – Palota mezővárosban állomásozik a Kmety-hadosztály.
- 1849. július 18. – Gróf Zichy István panaszolja, hogy személyes felszólítását az ösküiek semmibe veszik.
- 1849. július 23–26. – Az ösküiek megtagadják a palotai uradalomnak – a majorsági földek után – járó census kifizetését.
- 1849. július 27. – Fromm János, a palotai uradalom ügyviselője által írt jelentésben az áll, hogy az ösküi lakosok a learatott gabonát lopva szállították haza, nehogy az uradalom emberei a dézsmát beszedhessék.
- 1849. augusztus 7. – Gróf Zichy István panaszt emel az állandó bizottmány színe előtt palotai magánbirtokainak elfoglalása miatt. Az állandó bizottmány karhatalmat rendel a palotai uradalom sérelmére a cenzust megtagadó királyszentistvániak és vilonyaiak ellen.
- 1849. augusztus 8. – Gróf Zichy István jelenti a palotai uradalomhoz tartozó csernyeiek legelőfoglalását.
- 1849. augusztus 19. – A megyei bizottmány megtartja utolsó ülését érdemi döntések nélkül.
- 1849. augusztus 25. délelőtt 11 óra – báró Burits János altábornagy előserege Veszprémbe ér, ahol üresen találja a megyeházát.
- 1849. szeptember – A legeltetés miatt az inotai lakosok és a Zichyek között állandósult feszültség feloldása érdekében Héringh Ignác királyi biztos visszahelyezi jogaiba az 1829. december 19-én kötött megállapodást. Eszerint gróf Zichy Miklós a község vonós marháinak legelőként a Pokróc-völgyet és Homokvételi legelőt jelöli ki. Az említett helyekről az uradalmi birkákat kitiltják. A többi legelőt az urasági birkák, a ridegmarhák, lovak járják, de beleértve a falusi gazdák azonos jószágait is.
- 1857 – Az első riport Palotáról a Vasárnapi Ujságban
- 1857 – Szily János udvarán keserűvizet találnak kútásás közben, amelyet egy-két évig kereskedelmi úton is próbálnak értékesíteni.
- 1858. március 10. – Palota Várpalota néven városi rangra emelkedik a cs. és királyi hatóság döntése révén. Polgármester: Stasszik Ferenc.
- 1858. ősz – A Zichyek átszállíttatják várpalotai várkastélyukban őrzött levéltárukat a család zsélyi kastélyába
- 1858 – Jókai Mór Pusztapalotáról ír a Vasárnapi Újságban.
- 1860 – Tűzvész pusztítja a katolikus templomot és a Zichy-kastélyt, ill. a lakosság házaiban is nagy károkat okoz. Rómer Flóris a Bakony című művében Palotával is foglalkozik.
- 1861 – Kolerajárvány pusztít Palotán (is). A Veszprém c. hetilap közlése szerint 139-en betegedtek meg, ebből meggyógyultak 90-en, és meghaltak 49-en.
- 1861 – az inotai iskola a völgyből a Templom utca 11. sz.-ba költözik
- 1861–1870 – Palota járási székhely. Ispotály épül az Árpád (akkor: Kórház) utcában. A lakosság száma 5336 a lakóházaké 831.
- 1863 – Ybl Miklós tervei alapján újjáépül a Zichy-kastély.
- 1864. szeptember 6. – Gróf Zichy (II.) Miklós feleségének, Kray Mária (1800–1864) bárónőnek bekövetkezett halálával végrendeletében 200 osztrák forintot hagyományoz a várpalotai református közösségnek.
- 1866 – Mivel a város nem tudja fizetni az adót, a pénzügyigazgatóság katonaságot akar kivezényelni annak behajtására.
- 1866 – A bécsi Helytartótanács nem engedélyezi a város számára az évi negyedik vásár tartását. A palotai városi bizottmány fellebbez, de ezt is elutasítják.
- 1867. június 1. – A polgármestert megbízza a városi bizottmány, hogy Békeffy Ignác járási szolgabíróhoz küldöttséget menesszen. Célja, hogy ő vagy a hivatala költözzön Palotára.
- 1867 – Stasszik Ferenc polgármester sikkasztási ügyét tárgyalja a városi bizottmány.
- 1868. január 24. – Singer Péter Az arany alma címmel hitszónoklatot mond az egyenjogúsítási ünnepély alkalmával Palotán.
- 1868. október 8.– Meghal Waldstein-Wartenberg János első felesége, Zichy Mária Terézia.
- 1869 – Inota lakossága 1023 fő.
- 1871. november 3. – Megszületik Bán (Bánwárth) Aladár Várpalotán.
- 1871. november 18. – Waldstein újraházasodik. Feleségül veszi a 28 éves Kálnoky Adélt (Adelheid Kálnoky von Köröspatak), aki férjéhez hasonlóan szintén sokat tesz Várpalota fejlődésért (is).
- 1872 – Megalakul a Csór-Inotai Kölcsönös Segélyző Egylet.
- 1872. október 1. – Az ispotály megkezdi működését.
- 1872. augusztus 9. – A Székesfehérvár-Várpalota-Veszprém vasútvonalon megindul a közlekedés.
- 1874. március 22. – A „Németvarga, Tímár és Szabó” céhek ipartársulatot hoznak létre.
- 1875 – Zichy (III.) Miklós meghal. Az alsóurasági birtokot húga, Zichy Paulina örökli.
- 1876. február 13. – Singer Ábrahám gyászbeszédet tart Deák Ferenc emlékéért az izraelita templomban.
- 1876. június 3. – Meghal Waldstein-Wartenberg János gróf. Unokaöccse, gróf Sztáray Antal örökli a felsőurasági birtokot, azzal a feltétellel, ha ő is örökös nélkül halna meg, akkor az visszaszáll a Zichy-családra.
- 1876 – Gróf Sztáray Antal kútásás közben fölfedezi a szenet.
- 1876. október 15. – Waldstein János felesége, gróf Kálnoky Adél Paulai Szent Vince Zárdaiskola néven iskolát alapít.
- 1878. december 11. – a Földművelés-Ipar és Kereskedelemügyi Királyi Minisztérium elfogadja a „Várpalotavidékű magyar és német szabó vegyesen egyesült Ipartestület” alapszabályát
- 1879 – Önkéntes tűzoltóegylet alakul (Zichy Vladimír alapításával).
- 1880 – A várpalotai evangélikusok lélekszáma: 1250 fő. (Az összlakosságnak közel egynegyede!)
- 1880 – Inota lakossága 985 fő.
- 1880. október 27. – a palotai zsidóság nagy ünnepe. Singer Ábrahám rabbi igen értékes és díszes tóratekercset adományoz a hitközségnek. Az átadás délután 5 órakor történik ünnepélyes szertartás mellett, majd a Tórát a frigyszekrénybe helyezik el. Beszédet mond Singer Ábrahám. Este a zsidó ifjúság fáklyás felvonulással a Hitközség elnökének lakása elé vonul, majd Kohn Adolf vezetésével, Goldschmidt Mór irányításával a kb. 6-700 fős csoport Singer Abrahám házához ment, ahol a zsidóság nevében Bernstein Sámuel köszöni meg az ajándékot. A rabbi válaszában a békességről, a megbékélésről beszél.
- 1880. november 1. – Az evangélikusok Farkas Mihály lelkész vezetésével megünneplik templomuk fennállásának 100 éves évfordulóját.
- 1881 – Farkas Mihály evangélikus lelkész ún. gyülekezeti takarékmagtárat alapít.
- 1881 – Hatalmas szélvihar kerekedik, amely az evangélikus templomtoronyról a keresztet leveszi.
- 1882. január 29. – Farkas Mihály lelkész elnöklete alatt megalakul az Evangélikus Nőegylet.
- 1883 – Kohn Adolf, a palotai zsidó hitközség elnöke a magyar nyelv használatát ajánlja a hitközségi jegyzőkönyvben és a levelezésükben, amit az Elöljáróság elfogad, így a német nyelv használata abbamarad.
- 1885 – Gróf Kálnoky Adél kisdedóvót alapít a Zárdaiskola épületében a kétéves korában meghalt kisfia, Henri de Sabran-Pontevès emlékére.
- 1885. február 10. – Küldöttség megy Pauler Tivadar igazságügyi miniszterhez. A küldöttség tagjai következők voltak: Kisovics József apát–kanonok és országgyűlési képviselő vezetése alatt Steiner Ádám plébános, Krosecz Gyula, Dukovich Lajos, Becske Sándor és Magyary Antal. A küldetés célja, hogy az igazságügyi miniszter egy új járásbíróságot állítson fel, és székhelye Várpalota legyen. (Az igazságügyi miniszter a küldöttségnek megnyugtató választ adott.)
- 1885. december 25. – A Pápai Lapok című lapban hírt adnak arról, hogy Várpalotán is állami garanciavállalással működő posta-takarékpénztárt fognak létrehozni.
- 1886 – Az Országos Bányakapitányság engedélyezi a várpalotai szénbányászatot.
- 1886 – Dr. Rutsek Pál orvosként Palotára kerül.
- 1886. május 1. – Megkezdi működését a posta-takarékpénztár Várpalotán.
- 1886. december 12. – Megalakul 68 taggal az Iparos Olvasókör. (A megalakulásában a legnagyobb érdeme Petkó Rókusnak, Winkler Mártonnak, Országh Jánosnak, Tímár Andrásnak és Tömör Ferencnek volt.)
- 1886. január 23. – Meghal Dr. Patay József, Várpalota orvosa 77 éves korában.
- 1888. október 10. – A 25 éves Gansperger József juhász és a 22 éves Hammer Zsófi szerelmi tragédiája Inotán. A Pápai Lapok c. lap számol be róla.
- 1889. augusztus 6. – A városban megrendezni tervezett országos állatvásárt az ott járványosan terjedő száj- és körömfájás miatt a megye alispánja betiltotta.
- 1889. október 20. előtt – A város küldöttséggel tisztelgett Szilágyi Dezső igazságügy-miniszternél, hogy telekkönyvvel egybekötött kir. járásbíróságot kérjen a város és vidéke számára. A küldöttséget Szabó Imre képviselő vezette; tagjai voltak: Herczeg Imre városbíró, Böcskey Sándor, a város főjegyzője, Dr. Hercz Adolf orvos, Krosetz Gyula és Heidinger Ágoston.
- 1890 – A várpalotai lakosság lélekszáma 5161, Inota falué 967 fő.
- 1890 – Zichy Paulina (a nemzetőrként meghalt Zichy Béla húga) rákbetegségben meghal, s ezzel kihal az alsóurasági Zichy-ág. A birtokot – az örökbefogadott és örökössé tett Ihász Júlia kitúrása után – Paulina volt férje, Oldershausen Werner eladta a birtok korábbi bérlőinek, a három Wolf testvérnek: így lett Wolf Józsefé, Pálé és Sándoré. Mivel úgy állapodnak meg, hogy a báró haláláig évi meghatározott összeget kell fizetniük, de Oldershausen három hónap múlva meghal, így az alsóurasági birtok tkp. ingyen került a Wolf fivérekhez.
- 1891. május 7. – A Dunántúli Közművelődési Egyesület (DKE) nagyválasztmánya megtartja ülését, ahol annak tagjaként várpalotai Haidinger Gusztáv is részt vesz.
- 1893 – Létrejön az Iparostanonc Iskola 98 tanulóval a r. k. fiúiskola épületében. Első igazgatója: Winkler Márton.
- 1893. augusztus 29. – Meghal gróf Sztáray Antal. A birtok és a bánya az oldalági Zichy családé, Zichy Gáboré.
- 1895. augusztus 5. – Veszprém vármegye törvényhatósága rendkívüli közgyűlésén Fenyvessy Ferenc indítványára Wlassics Gyula közoktatásügyi miniszternek köszönő okirat átadását határozza el abból az alkalomból, hogy a miniszter a vármegye több városában (Veszprém, Várpalota, Pápa) nagyobb szabású kultúrintézmények felállítását határozta el.
- 1896. május 10. – Dömény Zoltán református lelkész millenniumi istentiszteletet tart, a templom udvarán millenniumi emlékfát ültet.
- 1897. augusztus 29. – A palotai Iparos Olvasókör határozatot hoz a Kossuth-szobor felállításának anyagi támogatásáról.
- 1899. augusztus 29. – Meghal Zichy Gábor, s ezzel a felsőuraság új örökösei a fiai: Vladimir és Miklós.
- 1900 – A várpalotai lakosság száma 5344 fő. A lakóházak száma 872, az ipari foglalkozásúaké 1440, ebből bányász 54. A parasztok száma 2000. Az inotai lakosság lélekszáma: 1088 fő.
- 1900 – A zsidó fürdőházat átalakítják községi kádfürdővé.

## 20. század
- 1901 – A várpalotai iparosok száma 251.
- 1903 nyara – A felsőurasági Zichy Vladimir eladja a birtokot Altdöbern-Witzleben Henrik porosz grófnak. Witzleben vállalja, hogy "Várpalotán már legközelebb nagy iparvállalatokat létesít, a várost pedig vízvezetékkel és villámvilágítással látja el."
- 1903 – Witzleben fejleszti a bányászatot. Mészégető, villamoserőmű, brikettgyár, szénosztályozó létesül
- 1903. szeptember – Antal Gábor dunántúli ev. ref. püspök ünnepi fogadása Várpalotán Berky József jegyző, Magyary Gábor bíró, a képviselő-testület, az egyházak képviselői és a helyi értelmiség részvételével.
- 1904 – Téglagyár épül.
- 1904. május 1. – Elkészül a Várpalotai (Kis)erőmű, amely előbb a szénbánya üzemeit, majd a települést is ellátja árammal.
- 1905. november 26. – Szalay Ferenc evangélikus lelkész, a várpalotai takarékpénztár elnök-igazgatója 45 évesen meghal. A várpalotai evangélikus sírkertben temetik el.
- 1906. május 15. – Az első munkásgyűlés a Rejcsurban. A hatóság aznap betiltja. Várpalotáról és a környékről is megjelenő munkások együtt gyűléseznek. Borzas István cipész az egyik szervezője. Antal Lajos római katolikus káplán vezetésével keresztényszocialista bányászok is részt vesznek. A főszolgabíró feloszlatja a gyűlést.
- 1906–1907 – A napi széntermelés 20-25 vagon
- 1906. február 24. – A „Jó Szerencsét!” Olvasókör megtartja alakuló ülését 63 fő részvételével.
- 1906. augusztus 15. – A Balatonalmádiban Dr. Óvári Ferenc veszprémi kerületi képviselővé választásának tiszteletére rendezett, ünnepi lakomán küldöttség képviseli Várpalotát.
- 1907. március 16. – A Belügyminisztérium a 19442-907-V.s. számon jóváhagyja a "Jó Szerencsét!” Olvasókört.
- 1907 – Witzleben megalakítja a Várpalotai Ipartelepek Rt.-t.
- 1908 – Új téglagyár épül.
- 1908 – Witzleben megveszi a Wolf testvérektől az alsóurasági birtokot.
- 1910 – A várpalotai lakosság száma 5440 fő, az inotai lakosság lélekszáma 1141 fő.
- 1911 – Megalakul az Építőiparosok Olvasóköre.
- 1911. szeptember 19. – Meghal Várpalotán Winkler Márton katolikus tanító.
- 1911. október – Witzleben Altöbern tulajdonostól Beligradianu J. Moscu és Samuel zsidó származású román testvérpár veszi meg az egykori felsőurasági birtokot.
- 1913 – A Zichy-kastély és a felsőurasági birtok kincstári tulajdonba kerül ötször olyan áron, mint amennyiért Zichy Vladimir kínálta 1900-ban. Az eladó a Beligradianu testvérpár. Országgyűlési ügy, országos botrány kerekedik belőle.
- 1913. október 1. – Megalakul a Magyar Királyi Honvéd Csapat Gyakorlótér Parancsnoksága. Főhadiszállását a Honvéd Kincstár által megvásárolt Zichy-kastélyban alakítja ki.
- 1913. október 23. – Várpalota község elöljáróságának a gróf Witzleben-Altdöbern Henriktől 50 kat. hold legelőterület megvétele és annak a magyar királyi kincstár számára táborhelyül való átengedése ügyében, valamint a „vén cseri” községi legelőterület eladása ügyében hozott határozatait rendkívüli ülésen tárgyalja Veszprém vármegyei törvényhatósági bizottság.
- 1914 – Új brikettgyár létesül (Witzleben).
- 1914. szeptember 10. – Várpalota nagyközség képviselő-testülete Koller Sándor udvari tanácsost, Veszprém vármegye alispánját díszpolgárrá választja. Indoklásul a következőket említik a nagyközség neki köszönheti a vízvezetékét, az utak rendezését, a honvédtábor odahelyezését, továbbá a „villámvilágítás” ügyében szerzett érdemeket.
- 1914. október – Veszprém, Pápa, Siófok, Szentgál és Várpalota előfizetőinek helyközi magánbeszélgetést engedélyeznek a kaposvári előfizetői állomásról.
- 1915–1919 – Bevezetik a villanyt a lakóházakba.
- 1916 – Orosz és szerb hadifoglyok bevonásával elkezdik építeni az inotai honvéd tanezred barakktáborát.
- 1916. július 28. – Inotáról szökött szerb hadifogoly a nádasdladányi vasútállomás közelében lövöldözni kezd, majd öngyilkos lesz.
- 1916. október 15–17. – A Pápán megtartott dunántúli református egyházkerület közgyűlését követő lelkészszentelés során Hölgye Endrét várpalotai lelkésszé szentelik.
- 1917 vége – Bányász szakszervezet alakul.
- 1918. június 2. – Evangélikus leányegylet alakul.
- 1918. november – Polgárőrség alakul, a szombathelyi nemzetőr kerület parancsnokának rendelete szerint 3 tiszti és 30 legénységi létszámmal. Vezetője Goldschmidt Tamás.
- 1919 – Witzleben eladja a Várpalotai Ipartelepek Rt. részvényeinek döntő hányadát, amelyet három bank: a Depositen Bank, a Város- és Községfejlesztési Bank és a Magyar-Olasz Bank vesz meg.
- 1919 – A Tanácsköztársaság rendszere Várpalotán. A munkástanácsnak és a direktóriumnak az első intézkedései közé tartozik a szénbánya államosítása, a lakosság élelmezésének biztosítására két cserebolt felállítása, valamint az Ipartestület könyvtárának államosítása.  Dr. Fatér István plébánost többször is elhurcolással, sőt kivégzéssel fenyegetik meg a kommunista rend vezetői. Ugyanezek akarják eltávolítani a várpalotai apácákat az iskolai oktatásból. A település lakossága azonban a templom előtti téren elrettentésül felállított gépfegyverek ellenére bátran kiáll a lelki gondozásukat végző plébános, illetve a gyermekeiket tanító apácák mellett. A várpalotai direktórium Veszprémtől kér segítséget a lakosság megfékezésére, mire a megyei ügyek helyettes vezetője, Szabó Gáspár érkezik Palotára, akinek intézkedései visszaállítják a „rendet”.
- 1919. március 21. délután – Winkler Viktor és Borzas István értesülnek a Tanácsköztársaság kikiáltásáról. Ekkor Dr. Nemes Sándor orvossal együtt megakadályozzák, hogy a Polgárőrség az eddig raktározott fegyverekkel felfegyverkezzen. A rend fenntartását a csendőrségre bízzák. A Winkler, Nemes, Borzas trojka előkészíti és megszervezi a Forradalmi Kormányzótanács XXVI. számú rendelete szellemében a tanácsválasztást.
- 1919. április 7. – Megtartják a tanácsválasztást, melynek eredményekén 40 tagú Munkástanács jön létre. Ennek első ülésén 5 fős direktóriumot választanak. Tisztségviselők a következők lettek: a Munkástanács elnöke – Takács Mór, a Direktórium elnöke – Winkler Viktor, a Direktórium tagjai – Borzas István (cipész), Törzs Kálmán (gyógyszerész), Dr. Nemes Sándor (orvos), Gárdonyi János (borbély). Igazságszolgáltató testület gyanánt Forradalmi Törvényszéket alakítanak, melynek elnöke: Pót Ádám, tagjai Borzas István és Winkler Viktor, a vádbiztos: Törzs Kálmán.
- 1919. március 28. – Létrehozzák a Vörös Őrséget, vezetőjük a Polgárőrség parancsnoka: Goldschmidt Tamás. A csendőrséget beolvasztják a Vörös Őrségbe.
- 1919. március vége – április eleje – Megkezdődik a Vörös Hadsereg tagtoborzása, melynek hatására Bölcs László vezetésével mintegy 40-en bevonulnak Hajmáskérre.
- 1919. húsvét táján – A Bányász Szakszervezetből kiválik a vas- és fémipari szakszervezet Szabó István vezetésével.
- 1919. május 1. – A munka ünnepe a vasútállomástól a Kossuth utcán át a Rejcsurig (Thury György térig) tartó felvonulással kezdődik, ahol erre az alkalomra létrehozott dalárda mozgalmi dalokat énekel, majd a Thury téren népgyűlést tartanak, ahol Takács Mór mond ünnepi beszédet. Délután népünnepélyt tartanak a vasútállomás alatt Inota irányában, Ősi felé eső oldalban, lófuttatással, egyéb játékkal. Az ünnep megszervezése Gyurkovits István tanító feladata volt.
- 1919. augusztus eleje – tisztázatlan körülmények között a kommunisták az utcán agyonlőnek két ártatlan asszonyt: a sokgyermekes özv. Horváth Istvánnét (szül. Németh Mária) és özv. Stamusz Jánosnét (szül. Csősz Erzsébet).
- 1919 – Meghal Dr. Rutsek Pál. Makkay Zoltán református igazgató-tanító, a Várpalota és Vidéke Takarékpénztár igazgatója, a Hangya Szövetkezet alapító tagja és ügyvezetője Veszprémben folytatja tanítói munkáját.
- 1920 – Megalakul az Unió Bányászati és Ipari Rt.
- 1920 – A várpalotai lakosság száma 4964. Az inotai lakosság száma 1190 fő.
- 1920. március–november – Hadifogolytábor Inotán, amely a nyugati államokból hazatért hadifoglyok leszerelésével foglalkozott.
- 1920 első fele – Várpalotai Torna Egylet (VTE) néven megalakul az első labdarúgó egyesület
- 1920 – Megalakul az Iparos Olvasókör dalárdája Vass Gyula karnagy vezetésével.
- 1920. október – Két hetes bányászsztrájk eredmény nélkül. A sztrájk vezetőit a várban megverik.
- 1920 körül – Megalakul a Kereskedők Egyesülete.
- 1921 – Új mészégető létesül
- 1923 – Unió Bányászati és Ipari Rt.
- 1923 – Megalakul a 295. számú Hollós Mátyás Cserkészcsapat Suha Jenő tanító szervezése révén.
- 1923 – Evangélikus ifjúsági énekkar szerveződik.
- 1923 – A Várpalotai Községi Iparostanonc Iskola élére Vass Gyula rk. kántortanító, énektanár kerül.
- 1923. január, február – A bányászok bérkövetelési mozgalma eredményt ér el: föld alatti munka bére 40, a külszíni munka bére 30%-kal emelkedik.
- 1923–1939 – Korompay Lajos bányaigazgató modernizálja a bányászatot.
- 1924. május 1. körül – Az országos sztrájkhoz csatlakozva 6-7 napos sztrájkot tartanak a bányászok.
- 1925 – A Gazdakör megkezdi rendszeres működését.
- 1926 – Megkezdi működését a polgári iskola a Megyeháza épületében. Igazgatója: Dr. Vanek Géza.
- 1926 – Az évi széntermelés 5500 tonna
- 1926–1927 – Megszűnik a téglagyár
- 1927 – A Nitrokémia fontos szénvásárló.
- 1927 – Polonyi István vendéglős saját költségén harangot tetet a loncsosi Szent Donát-kápolna tornyába.
- 1927. február 26. – Dr. Dréhr Imrét, az Egységes Párt jelöltjét választják a veszprémi választókerület (így Várpalota) országgyűlési képviselőjévé.
- 1927. február vége – A vasutak illetve azok egy részének villamosítási tervével kapcsolatban tervezett nagy villamos centrálé ügyében Várpalota nagyközség küldöttsége dr. Körmendy-Ékes Lajos főispán vezetésével felkeresi Hermann Miksa kereskedelmi minisztert, kérve, hogy a centrálét az ottani lignitbánya felhasználásával Várpalotán építsék meg. A miniszter kijelenti, hogy a terv megvalósulása esetén megfontolás tárgyává teszi Várpalota kérését.
- 1927. március 4. – Földrengés Várpalotán. (Mercalli-skálán 7-es fokozatú.)
- 1927. március közepe – Megalakul a Várpalotai Bányász Sportkör jogelődje, a Várpalotai Unió Torna Egylet (UTE).
- 1927. június 12. – A Várpalotai Iparos Dalárda zászlószentelése. A zászlóanya Dr. Dréhr Imréné, ünnepi szónok: Dr. Péter Sándor jegyző, a dalárda díszelnöke.
- 1927. július – Földrengés Várpalotán. (Mercalli-skálán 7-es fokozatú.)
- 1928 – Új római katolikus iskola épül a Kossuth utcában.
- 1928 – A Várpalotai Községi Iparostanonc Iskola élére Benkő Géza ev. igazgató-tanító kerül.
- 1928. július 12. – vitéz Csörgey Károly tábornok több bajtársával együtt meghal a várpalotai lőtéren egy titokban fejlesztett légvédelmi ágyú kipróbálása közben.
- 1928. december 1. – Megalakul a Várpalotai Unió Dalkör Varga Béla római katolikus káplán (későbbi kisgazda vezető) vezetésével.
- 1929 – Tizenhat taggal megalakul a Bányász Fúvószenekar.
- 1930 – A vár (hadi)kincstári tulajdonban. A várpalotai lakosság száma 5444 fő, a lakóházaké 871. Ipari munkával 1000 fő foglalkozik. Az inotai lakosság száma 1252 fő, vallás szerint: 601 r. kat. 600 ev. ref., 47 ág, ev., 1 görögkeleti, 3 izr. Inotai házszám van összesen 197.
- 1930 – A palotai meszesekből megalakul a Fuvaroskör.
- 1931 – Részben a bányászok anyagi hozzájárulásával megépül a Jó Szerencsét Otthon.
- 1931 – A Péti Nitrogénművek szénfogyasztóként jelentkezik. Az éves termelés 160 000 tonna
- 1931 – Faller Jenő munkái
- 1931 – Az 1727-ben felszentelt, Zichy-kastély földszintjén lévő kápolnát a Honvédség megszünteti, és garázsnak használja.
- 1931. április 22. – Az Esztergom című lap azt írja, hogy Inotán földrengés volt.
- 1931. augusztus 20. – A Népszavában megjelenik egy olvasói levél „Péti pokol” a pétfürdői építkezések körülményeiről.
- 1931. november 23. – Magyar Távirati Iroda jelenti, hogy a kormányzó a miniszterelnök előterjesztésére Lóránt István inotai lakosnak a közélet terén kifejtett buzgó munkásságáért az V. osztályú magyar érdemkeresztet adományozta.
- 1932 – Megalakul a Péti Munkás Énekkar.
- 1932. július 17. – Az inotai egyházközség ünnepség keretei között ünnepeli Pécsy Jenő tanító inotai működésének huszadik évfordulóját. A jelenlegi és a volt tanítványok serege ill. a község vezetősége rendezte az ünnepséget. Az ünnepi beszédet Muszel Ödön, a római katolikus egyházközség elnöke mondja.
- 1932. július 17. – Az Várpalotai Evangélikus Nőegylet 50 éves jubileumi ünnepsége a Bányászasszonyok Misszió Egyesülete, a cserkészcsapat, a Várpalotai Református Nőegylet és a helybeli katonai tisztikar részvételével.
- 1933 – Népvándorlás-kori longobárd temető feltárása a Homokbánya területén, a nemzetközi szakirodalomban „Várpalotai kultúra” néven ismert.
- 1933. szeptember – Titkos tárgyalások folynak Gömbös várpalotai birtokán Papen alkancellárnak, Rüdiger Stahrenberg (a Heimwehr vezére) öccsének, Ferdinánd hercegnek és Mandl, a hirtenbergi fegyvergyár vezérigazgatója részvételével. Az eseményen Bethlen István gróf is megjelent. A kiszivárgott hírek szerint megállapodtak, hogy újraszerveződik a magyar hadsereg, melynek főhadiszállása Várpalotán ill. Hajmáskéren lesz, ill. a német-osztrák megegyezés feltételeit beszélték meg.
- 1935. augusztus 5.–augusztus 10. – a várpalotai kincstári erdőbirtokon Gömbös Gyula miniszterelnök vezetésével minisztertanács folyik.
- 1935 – Az országban elsőként megindul Várpalotán a vájárképzés. December 1-jén tartják meg az első vájárvizsgát. Albert Ferenc bányahatósági főtanácsos a vizsgaelnök.
- 1936. július 4. – Várpalotán, a bányászok pénzéből épült uszoda avatásán az Abay Nemes Oszkár, Gróf Ödön, Csik Ferenc, Lengyel Árpád (úszó) összetételű 4×200 m-es gyorsváltó sikertelen kísérletet tesz az Európa-csúcs megdöntésére.[4]
- 1936. szeptember – Megalakul a Festetics Sándor vezette Magyar Nemzeti Szocialista Párt helyi szervezete. Vezetője: Vörös István kereskedő, további alapító tagjai: Szurok József, Németh Károly, Konta Miklós.
- 1937. szeptember 19. – Elsőként Várpalotán állítanak fel frontharcos emlékművet – az MTI híre szerint. Az Országos Frontharcos Szövetség Várpalotai Főcsoportjának elnöke, Zwickl Pál mondja az avatóbeszédet. Az ünnepségen a vitéz Szentendrey tábornok vezette tiszti küldöttség, a hajmáskéri lőiskola tiszti küldöttsége, vitéz Nagyszombathy altábornagy és Folkusházy tábornok, valamint a város és a vármegye képviselői is részt vesznek.
- 1937. november 20. – evangélikus férfi ifjúsági egylet szerveződik, melynek célja: énektanulás, bibliai témájú előadások hallgatása, műkedvelő színi előadások tartása, karitatív célok. Másodlagosan az egyházközség könyvtárának gyarapítása a befolyt összegekből.
- 1938. március 19. – Vitéz Benárd Ágost dr., volt miniszter, a veszprémi kerület országgyűlési képviselője részvételével zajlik a Nemzeti Egység Pártja várpalotai szervezetének nagyválasztmányi ülése. Farkas János helyi elnök megnyitója után választóinak nagy érdeklődésétől kísérve ismerteti a bel- ős külpolitikai helyzetet, beszámol a kormány szociális törvényalkotásairól. Ezután Korompay Lajos bányafőtanácsos, a választókerület NEP-elnöke a vájár iskoláztatásról szóló legújabb kormányrendeletet ismerteti, majd Jakula Béla, a NEP Veszprém vármegyei titkára mond beszédet. Végül a felszólalásokat dr. Zwikl Pál helyi vezetőtitkár köszöni meg, és a gyűlés Darányi Kálmán miniszterelnök és a kerület képviselőinek éltetésével véget ér.
- 1938. augusztus 28. – Botrányba fullad a pápai Perutz és a házigazda Unió között I. osztályú bajnoki mérkőzés, miután a második félidőben egy helyi szurkoló berohan a pályára és tettleg inzultálja a Storch játékvezetőt. A második félidő 32. percében 2:3-as állásnál beszüntette a mérkőzést.
- 1939. május 11. – Hóman Bálint vallás- és közoktatásügyi miniszter Várpalotára érkezik, ahol Korompay Lajos bányafőtanácsos köszönti tisztviselők, bányászok, munkások körében. Később Hóman Bálint a „Jó szerencsét” bányász olvasókörbe megy, ahol Inántsy-Pap Elemér után a keresztény, nemzeti és fajvédő politika lényegét fejtegeti.
- 1940 – Mintegy 300 lengyel katonát helyeznek el a várban, illetve a Kálvária-dombon külön erre a célra felépített barakkokban.
- 1940 – Az Iparostanonc Iskola a kézdivásárhelyi testvérintézményének zászlót ajándékoz Észak-Erdély visszatérése tiszteletére
- 1940. május – Várpalotán rohamcsapatokat képeznek ki a Szilágyságban kiépített román védelmi rendszer, a Carol-vonal erődítményrendszere ellen.
- 1940. június 25. – József királyi herceg felavatja Inota község hősi emlékművét és országzászlóját. Az ünnepségen részt vesz Falkay Gyula ny. tábornok, Thaisz Andor alispán, Czermann Antal és Börcs János országgyűlési képviselő. József királyi herceg avatóbeszédében a volt cs. és kir. 69. Hindenburg-bakák és a volt 17-es honvédek hősiességét méltatja. A felavatott emlékművet Czermann Antal adja át a községnek, végül József főherceg előtt díszmenetben vonulnak el a volt katonái.
- 1941 – A bánya hadiüzem lesz.
- 1941 – A lakosság száma, 8807 fő, a parasztcsaládok száma 1400.
- 1941. október 4. – Dr. Czapik Gyula veszprémi megyés püspök Várpalota közvetlen közelében autóbalesetet szenved, amikor saját autóján Budapestre indul a Katolikus Nagygyűlésre. Az ottani csendőrség részesíti első segélynyújtásban.
- 1942 – A Várpalotai Unió Torna Egylet, mely időközben Várpalotai Unió Torna Egyesület névre változtatta a nevét, kérelmezi a Várpalotai Bányász Sportkör elnevezés használatát.
- 1942 – Elkészül a Tiszti Kaszinó (ma: a Várpalotai Helyőrségi Klub) épülete Fenzel András tervei alapján szecessziós stílusban a Zichy-kastély mellett.
- 1942. június 27. – Nagy Gyula magyar levente nyerte a firenzei festőművészeti versenyt.
- 1943. március 18. – A Vöröskereszt Várpalotán házi betegápolási tanfolyamot rendez, melynek záróvizsgáján megjelent vitéz Horthy Istvánné, a hősi halált halt kormányzóhelyettes özvegye is. Mesterházy Ferenc főispán és felesége fogadják.
- 1943. június 26–27. – Az Iparostanonc Iskola a kézdivásárhelyi testvérintézményének zászlót ajándékoz Észak-Erdély visszatérése tiszteletére.
- 1944 – A széntermelés évi 800 000 tonna. A bányászok száma 2480 fő, az ipari dolgozóké Pétfürdővel együtt 6500 fő.
- 1944. május eleje – Dr. Buda István veszprémi főispán a megye zsidósága számára elrendeli a megkülönböztető sárga csillag viselését.
- 1944 nyara – Bemutatják a nagy titokban készülő „csodafegyvert”, a reaktív kétcsövű páncéltörő (később Szálasi-röppentyűként emlegetett) rakétavető mintapéldányát a várpalotai gyalogsági kiképzőtábor lőterén.
- 1944. június eleje – Összegyűjtik és a gettóvá kijelölt zsinagógába zárják Várpalota és a szomszéd falvak 260 zsidó vallású lakosát.
- 1944. június 14. délelőtt 11 óra – Első nagy amerikai légitámadás (szemtanúk szerint 30 B-24 Liberator nehézbombázó) elsősorban a Péti Nitrogénművek ellen. Az emberveszteség 40-42 fő, ebből 25-27 fő román munkaszolgálatos, akik a 8. sz. műút és a gyártelep közt táboroznak ekkor.
- 1944. július 14. délelőtt 10 óra – Második nagy amerikai légitámadás a Péti Nitrogénművek részben helyreállított üzemei ellen, melynek során a macskahegyi légvédelem (egy 80 mm-es Bofors-légvédelmi ágyú üteg) 1 Lockheed "lightning" kísérővadászgépet és 2 Liberátor nehézbombázót lelő.
- 1944. július 20. – A Veszprém megyei, így a várpalotai zsidók deportálása befejeződik.
- 1944. augusztus 2. – Steixner Antal kezdeményezésére Pétfürdő önálló plébánia lett. A péti lakosság jelentős mértékben megemelkedett lélekszáma indokolja az önálló plébánia megalapítását.  Mindszenty József örömmel fogadja a tervet és a plébánia megszervezésére Baán Jenő veszprémi karkáplánt küldi első helyi lelkészként Pétfürdőre.
- 1944. október 22. – Tizennégy „baloldali magatartású” személyt internálnak Várpalotáról.
- 1944. november 12. – A Veszprémvármegye c. hetilap híradása szerint a csendőrség Hajdú István várpalotai bányászt rémhírterjesztésért átadta a győri királyi ügyészségnek.
- 1944. december 20. délelőtt – Szovjet bombatalálatot kap a Korona Szálló melletti utca, illetve a várpalotai mozi épülete, ahol a német katonáknak éppen a Münchausen báró kalandjai c. filmet vetítik. 135 német katona meghal.
- 1945. február 8. – Shvoy Lajos székesfehérvári püspököt Pétfürdőre viszik, ahol Botond László százados ismerteti vele a vádakat.
- 1945. február 14. – Továbbviszik Shvoy Lajost Veszprémbe.
- 1945. február vége – Várpalotán, a Grábler-tó mellett 118 cigányt kivégeznek hazaárulás vádjával.
- 1945. március 9. – Szovjet légitámadás éri a várost, 27 polgári személy esik áldozatul, illetve az egykori Erzsébet Szállodát, valamint a mellette lévő mozit ért bombatalálat során 148 sebesült német katona meghal.
- 1945. március 14. éjjele – Újabb szovjet légicsapás, amelynek 80 polgári áldozata van.
- 1945. március 15. – A nyilasok nagyszabású ünnepi megemlékezést tartanak Várpalota fő terén, amelyen mintegy 2-3000 ember vesz részt. Az ünnepi beszédet Döbrentei Gyula katolikus tanító mondja, aki emiatt a háború után hat év fegyházat kapott.
- 1945. március 19. – Várpalota térségébe ér a front. A német-magyar védekező hadsereg a korábbi Mór – Székesfehérvár arcvonal helyreállítása érdekében indítandó ellentámadásának előkészületeként az 1. „Leibstandarte SS Adolf Hitler” SS-páncéloshadosztály (pk. Otto Kumm SS-Brigadeführer) Várpalota térségében összpontosítja erőit. Mire azonban manőver megindulna, addigra már a 3. Ukrán Front (pk. Fjodor Tolbuhin marsall) főirányban támadó 9. gárdahadseregének és 6. gárda-harckocsihadseregének (pk. Andrej Grigorjevics Kravcsenko vezérezredes) élei benyomulnak a kijelölt területre, ezért a hadosztály menetelő csapatainak először meg kell tisztítaniuk a gyülekezési körletüket.
- Az 1. SS-páncélgránátos-ezred részei az 1. SS-páncélos-légvédelmi tüzérosztály támogatásával Várpalota körül menetből azonnal támadásba mennek át.
- 1945. március 19. – A németek visszafoglalják Inotát a szovjetektől. A harc Josef 'Jupp' Diefenthal SS-Sturmbannführer vezetésével házról házra folyik, majd a településtől keletre állásokat létesítenek.
- 16.00 óra körül – A lövészpáncélos-zászlóalj által kialakított biztosító vonal mögött gyülekezik a hadosztály páncéloscsoportja is.
- Este – A szovjetek ellenlökést indítanak, de az 1. „Leibstandarte SS Adolf Hitler” SS-páncéloshadosztály erői nyolc harckocsijukat kilőnek, támadásuk megakad.
- 1945. március 20. – Az 1. „Leibstandarte SS Adolf Hitler” SS-páncéloshadosztály harccsoportjai a még harcképes harckocsik és vadászpáncélosok támogatásával az Inota–Bakonykúti vonalról támadást indítanak Csór és az Inotától három kilométerre északkeletre húzódó magaslatok irányába. Az akció kezdeti sikerek után a szovjetek tüzében elakad, sőt a szovjetek veszik át a kezdeményezést. Harckocsijaik a Székesfehérvár–Veszprém útvonal mentén támadva az 1. SS-páncélgránátos-ezred harccsoportját és a hadosztály páncéloscsoportját visszavetik Inotáig, majd északról és délről átkarolják a hadosztály erőit.
- 12.00 óra körül – A szovjetek betörnek Inotára is, ezzel a németek helyzete egyre kritikusabbá válik.
- Az Inotától nyugatra mozgó szovjet harckocsik ellen Otto Kumm SS-Brigadeführer, hadosztályparancsnok napközben egy Tiger II nehézharckocsit küld, amely meg is találja a szovjeteket, és 15 páncélosukat kilövi. Az 1. SS-páncélgránátos-ezred egy hirtelen átcsoportosított zászlóalj-harccsoportja átfésüli a Várpalota–Székesfehérvár útvonal menti erdős részt és újabb 15 szovjet harckocsit semmisít meg.
- Ezzel egy időben a hadosztály hevenyészett keleti arcvonalát a szovjetek harckocsikkal, lövészerőkkel és tüzérséggel támadják. Az állásokat estig Várpalota keleti széléig kellett visszavenni.
- Az 1. SS-páncélosezred keretében harcoló 501. SS-nehézpáncélos-osztály parancsnoka, Heinz von Westernhagen SS-Obersturmbannführer – miután betegsége miatt leváltják beosztásából – aznap főbe lövi magát. Utóda Heinz Kling SS-Sturmbannführer.
- Sötétedéskor az Inotára beszivárgó szovjet lövészerők miatt Werner Pötschke SS-Sturmbannführer úgy dönt, hogy feladják a községet, majd visszavonulnak Várpalota irányába. A szovjetek elfoglalják Inotát.
- A visszavonulás miatt elvágott 1/7. SS-páncélosszázad hat Panzer IV harckocsija és az alárendelt két Tiger II páncélos 21-ére virradó éjjel a szovjetek által elfoglalt Inotán keresztül(!) tör át Várpalotánál harcoló saját csapataikhoz, miközben az élen haladó Tiger több T–34-es harckocsit kilő.
- 1945. március 21. kora hajnal – A szovjet 5. gárda harckocsi hadtest megkezdi a támadást Várpalota ellen. Maljukov őrnagy harckocsizászlóalj parancsnok vezetésével kiszorítják a németeket a településről.
- 10 óra 10 perc – Német helyzetjelentés szerint az 1. „Leibstandarte SS Adolf Hitler” SS-páncéloshadosztály erős ellenlökéssel kiszorítja a szovjet csapatokat a településtől délre lévő út-vasútkereszteződésig ill. a településtől 1 km-re északra levő útelágazás vonaláig. E harcok során a németek 15 szovjet harckocsi kilövését jelentik. A Hansen-harccsoport (pk. Max Hansen SS-Obersturmbannführer) az 1. SS-páncélosezred megmaradt Panther harckocsijaival Várpalotánál megállítja három, harckocsikkal támogatott szovjet lövészhadosztálynyi erő támadását.
- Az 1. SS-páncélosezred erői Várpalota déli részén hét szovjet páncélost semmisítenek meg, saját veszteségük három harckocsi. Konrad Heubeck SS-Untersturmführer, aki Werner Wolff sebesülése után átveszi az 1/1. SS-páncélosszázad Panthereinek irányítását, Várpalotán 11 szovjet ISZ–2 nehézharckocsit lő ki. Várpalotát egész nap támadják a szovjetek. Az 1. SS-, 3. „Totenkopf” SS- és 9. SS-páncéloshadosztály részei többször visszaverik őket.
- Délután – A szovjetek újabb erőket vetnek be észak, kelet és délkelet felől. A heves harcokban a németek összesen 45 szovjet tank kilövését jelentik.  Heves utcai harcok zajlanak, miután a déli órákban északnyugatról a szovjet 98. lövész hadosztály, északról a 20. és 22. harckocsi dandárok, Inota felől a 21. harckocsi dandár és a 6. gárda gépesített dandár nyomul be a településre.
- 19.00 óra körül – a szűk értelemben vett Várpalotát elfoglalják a szovjet csapatok.  A közigazgatásilag Várpalotához tartozó Pétfürdőt csak másnap.
- 1945. március 23. – A bevonuló oroszok a Zárda alsó folyosóján elégetik a római katolikus egyházközségnek az 1712-től őrzött anyakönyveit és a tevékenységéhez kapcsolódó egyéb dokumentumait ill. a róluk készült másodpéldányokat.
- 1945. április 7. du. 4 óra – Megalakul a Magyar Kommunista Párt várpalotai szervezete 37 taggal a Zwickl-házban. Elnöke: Szabó Imre, titkára: Madlovics Ferenc.
- 1945. április 8. du. 4 óra – A Magyar Kommunista Párt népgyűlést tart, ahol ismerteti politikai programját. Itt Horváth Gézáné tanítónő beszédében nyugtatja Várpalota lakosságát.
- 1945. április 11. – Az MKP közreműködésével megalakul a Nemzeti Parasztpárt. Elnöke: Mórocz Sándor, titkára: Kőváry János.
- 1945. április 13. – A Nemzeti Bizottság megalakítja a helyi rendőrséget, vezetőjének Pápait nevezi ki.

- 1945. április 15. – A Földműves és Kisgazda Párt bejelenti megalakulását. Vezetőség tagjai: M. Bátor József, Bátor Imre, Bátor Antal, Bátor Gyula, Szűcs Lajos, Molnár János, Berki Gyula, Timár János.
- 1945. április 12. – Megalakul a Nemzeti Bizottság. Tagjai: Madlovics Ferenc, Szabó Imre, Szabó István, Dittmayer László MKP-tagok, Antal István, Jancsek Károly, Kárász János, Sági Ferenc, NPP-tagok, és Freund Jánosné pártonkívüliek.  Az NB elnöke: Szabó István, titkára Madlovics Ferenc lett.
- 1945. április 22. – Megalakul a Szociáldemokrata Párt. Vezetőség tagjai: Forgács Aladár, Kovács János, Kertész László, Zima János, Timár Károly.
- 1945. április 25. – Mivel csak a Kisgazda Párt alakult meg Inotán, így a Nemzeti Bizottságban egyedül a Kisgazda Párt öt delegáltja foglal helyet.
- 1945. április 26. – Pétfürdőn megalakul a Szociáldemokrata Párt. A vezetőség tagjai: Hőgye Ferenc, Csóka Vendel, Jenei Rudolf, Prekkel Lajos, Lencsés György.
- 1945. május 1. – Megünneplik a kommunisták vezetésével a Munka Ünnepét. A romos házakat zöld ágakkal takarják el a felvonulás útvonalán, a hiányos létszámú Bányász Fúvószenekar vezetésével mintegy háromezer ember vonul a sportpályáról a fő térre. Az ünnepi beszédet a kommunista párt helyi titkára mondja. A felvonulók szovjet katonák sorfala között vonulnak, és a városparancsok is beszédet mond.
- 1945. május – a kommunista és a Szociáldemokrata Párt megegyezése után, mint a megye más üzemeiben is, a Péti Nitrogénművekben és a várpalotai bányában üzemi bizottságokat hoznak létre, hogy az üzemekben „érvényesüljön a munkásellenőrzés”.
- 1945. május 9. – Várpalotán és Pétfürdőn a szakszervezetek megalakulása után jön létre a Magyar Demokratikus Ifjúsági Szövetség (MADISZ). A szervezet elnöke: Somogyi György, titkára: Buzási István. A vezetőségi tagok közül négyen a kommunista párt tagjai. Megalakulásakor 215 tagot számlál.
- 1945. május 9. – Megünneplik, hogy Európában véget ért a háború. Délelőtt térzene zajlik, majd népgyűlést rendeznek a kommunisták. Mintegy 5-6 ezer ember vesz részt a lampionos felvonuláson.
- 1945. június 15. – A helyi kommunisták jelentése: eddig ötször volt kommunista népgyűlés kb. 2-3000 ember részvételével.
- 1945. június 24. – A veszprémi járás főjegyzőjének 414/1945. számú rendelkezése alapján újjáalakul Várpalota képviselő-testülete. Egy iskolai teremben Timár Károly, a község Nemzeti Bizottságának elnöke vezeti le az alakuló ülést. Az NB határozata alapján minden párt – tekintet nélkül létszámukra – egyenlő arányban képviseltetheti magát a képviselő-testületben.
- 1945. július 15. – A Borzas István kommunista községi bíró és a megszálló szovjetek helyi parancsnoka általi megállapodásnak megfelelően leleplezik a Szovjet Hősi Emlékművet. A terveket a lengyel Csajkovszkij készítette, a talapzat és a háttér részének építése Berta Ferenc kőművesmester nevéhez kötődik.
- 1945. július – Péten megalakul a Magyar Nők Demokratikus Szövetsége (MNDSZ) Pethe Kálmánné vezetésével 35-40 taggal.
- 1945. július 29. – Megtartják a községi elöljáróság választást, ahol a szociáldemokraták a kisgazdákkal együttműködve M. Bátor Józsefre szavaznak. Ezután verekedés tör ki, mivel a kommunistáknak nem tetszik a végeredmény, majd Raduly Zsigmond az új választás kitűzése érdekében az alispánnál (azaz a kommunista befolyású nemzeti bizottság megyei titkáránál) jár el.
- 1945. augusztus 8. – Dr. Rainprecht Antal főispán Várpalotára jön, és az elöljárósági választást törvényesnek ítéli, ezért M. Bátor Józsefet javasolja bírónak. Végül mégis a kommunisták jelöltje, id. Borzas István lesz a községi bíró.
- 1945. augusztus – Várpalotán megalakul a Magyar Nők Demokratikus Szövetsége (MNDSZ) Rutsek Miló vezetésével, aki a Missziós Asszonyok Egyesületének aktív tagja volt korábban. Az év végén már 95 tagot számlál a szervezet, vezetőségének párt szerinti megoszlása: 10 MKP, 2 SZDP, 2 pártonkívüli.
- 1945 ősze – Hülber Ida és Héra Valéria tanítónők néptánccsoportot szerveznek.
- 1945. október – Petke Kálmánné Pétfürdőn is megalakítja az MNDSZ-t, melynek 30 többségében pártonkívüli tagja volt.
- 1945. október 14. – Várpalotán nagygyűlést tartanak a kommunisták, ahol Molnár Erik, az MKP listavezetője, Földes Aliz és Harák Ferenc beszélt.
- 1945. november 4. – Várpalotán az MKP jóval az országos átlag fölött szerepel: a választók 41%-a szavaz a kommunistákra.
- 1946. március eleje – Kovács István, az MKP Központi Vezetőségének tagja bányászgyűlésen ismerteti a kommunisták terveit, a kisgazdapártba „befészkelődő reakcióról” beszél. A városi pártszervezet titkára március 15-ére napi 60 vagon szén adását ígéri meg a várpalotai bányászok nevében.
- 1946. április 7. – A kommunista párt alakulásának első évfordulóját ünnepli. Raduly Zsigmond párttitkár keresetlen szavakkal méltatja az évforduló jelentőségét, majd Steinhauer János helyettes párttitkár felolvassa a párt alakuló jegyzőkönyvét.
- 1946. május 1. – A kommunista párt által megszervezett Petőfi Kör elindít egy négy számot megélt folyóiratot, Új Világ címmel.
- 1946. június 2. – a képviselő-testületi ülésen napirendi pontként szerepel Várpalota Fejér megyéhez történő csatlakozása.
- 1946. június 4. – Bakos százados salzburgi kihallgatásáról számol be az MTI. „Az amerikai repülők meggyilkolásával vádolt magyar katonák salzburgi perében a tárgyalás nyolcadik napján is folytatódott a fővádlott Bakos százados kihallgatása. Bakos továbbra is hangoztatja, hogy az inotai 2. SS-páncélos hadtest parancsnokától kapott utasítást az amerikai hadifogoly pilóták kivégzésére. Tagadta a vádnak azt az állítását, hogy tagja volt a nyilas pártnak. Kihallgatása során kiderült, hogy a Ney-harccsoportot egész sor gyilkosság, és fosztogatás terheli, tanúk vallották, hogy a csoport tagjai tevékenyen részt vettek a zsidóüldözésben is. Kiderült továbbá, hogy a meggyilkolt amerikai pilóták holttestét is kirabolták, és értéktárgyaikat magukhoz vették.”
- 1947. február 2. – Bátor Imre, a Független Kisgazdapárt helyi elnöke elmondja utolsó politikai beszédét a Bányász Körben tartott ünnepségen, amelyet a köztársaság kikiáltásának első évfordulójára szerveztek.
- 1947. november 23. – Várpalotán székházavató ünnepséget tart a Szociáldemokrata Párt, ahol Szakasits Árpád miniszterelnök-helyettes mond ünnepi beszédet. A gyűlésen felszólal még Visnyei Sándor országgyűlési képviselő és Borbély János bányászszervezeti titkár.
- 1947. december 29. – A 48-as országos kultúrverseny részeként megrendezett várpalotai körzeti zenei versenyen három énekes szólista indul. A legjobb közülük Gácsi János, akinek szép, erős, de még iskolázatlan hangja van. Ő jut tovább a megyei versenyre. A zongora-szólisták közül Görög Magdolna a legjobb, Chopin és Csajkovszkij művekkel. A zenekarok és dalárdák közül a pétfürdői munkászenekar és a pétfürdői Munkásdalárda nyeri az első díjat.
- 1948. január 10. – Bányavidéki Dolgozók Várpalotai Kulturszervezete megalakul. Vezetője: Id. Leitner Ferenc.
- 1948. május 23. – Várpalotán ünnepélyes keretek közt rendezik meg a Kiss Jánosról elnevezett első önálló lövészzászlóalj újoncainak eskütételét. Az ünnepélyen részt vesz Dinnyés Lajos miniszterelnök is.
- 1948. június 13. – Az evangélikus egyházközség presbiteri nyilatkozatban tiltakozik főhatóságán keresztül az iskolája államosítása ellen. (Várpalotán az egyetlen aktív tiltakozás.)
- 1948. szeptember 5. – Református ifjúsági, női és férfi konferenciát szervez a református egyház.
- 1948. október 10. – Darvas József építés- és közmunkaügyi és Kossa István iparügyi miniszterek adják át az építés- és közmunkaügyi minisztérium által felépített várpalotai bányász-lakótelepet, amely 29 családi házból és 80 lakást tartalmazó sorházakból áll. Az átadásnál vasárnap délelőtt 11 órakor a két miniszter beszédet mond.
- 1948. december 31. – Az első állami óvoda megnyitása a Temető utcában (Ma Mártírok útja). Az első óvónő: József Gabriella.
- 1948–1949 – A palotai erőmű részére új igazgatósági épület épül raktárral, fürdővel, javítóval
- 1949 – A Rákóczi- (akkor még Rákosi-) telep felavatása, kéttantermes iskola, napközi épül.
- 1949 – A korábbi Tanonciskola helyett megkezdi működését a 296-os Számú Vájártanuló Intézet a hajdani Erzsébet Szálló, a Gazda Kör és a régi posta épületében.
- 1949 – Pétfürdőn 9 öltözővel felszerelt labdarúgó, futó- és tekepályát magában foglaló sportpálya létesül.[3]
- 1949. március 16. – Megalakul a tüzér szakemberek képzésével és továbbképzésével foglalkozó Honvéd Tüzér Kiképző Tábor.
- 1950. október 22. – Megtartják Magyarországon, és így Várpalotán is az első tanácsválasztásokat.
- 1950. október 22. – Megnyílik a Szabadság Kultúrotthon.
- 1951 – államosítják az inotai malmokat.
- 1951 – Létrejön a 305-ös sz. Szakmunkásképző Intézet (Ma Faller Jenő Szakképző Iskola).
- 1951. június – Hamvas Béla az Erőműberuházó Vállalatnál dolgozik Inotán, ahol raktárosi munkája mellett elkezdi írni a Szarepta című művét.
- 1951. augusztus 25. – A Szabadság Kultúrotthonban keskenymozi veszi át a filmszínház szerepét.
- 1951. október 21. – Ezen a napon lép hatályba a belügyminiszter 5203-2/1951. /X.18./ BM számú rendelete, melynek eredményeképpen megtörténik Várpalota (amelynek ekkor még része volt Pétfürdő is) és az addig Fejér megyéhez tartozó Inota egyesítése, egyidejűleg várossá nyilvánítása.
- 1951. november 7. – Felavatják Inotán a November 7. hőerőművet. Az avatószalagot Rákosi Mátyás vágja át.
- 1952 – A laktanya felveszi Kossuth Lajos nevét.
- 1951–1959 – Felépül kb. 4000 lakószoba, két rendelőintézet, kórház, munkásszállók, Palota szálló, Vájárintézet, Jó Szerencsét Művelődési Központ, kenyérgyár, tizenkét tantermes iskola, új aknák, utak, parkok, derítők, fürdők. Zeneiskola, MÁV, autóbuszjárat Várpalota-Inota-Pétfürdő-Csór-Ősi-Tés között.
- 1952. július 2. éjjele – Az Államvédelmi Hatóság rajtaütésszerűen elhurcolja Dr. Steixner Antal plébánost a település legtekintélyesebb polgáraival (például Dr. Jean Kornél állatorvossal) együtt. Steixner csak 1954-ben szabadul börtönéből.
- 1952. augusztus 18. – Az Inotai Alumíniumkohóban megindul a termelés.
- 1952. szeptember 1. – Kényszer hatása alatt megalakul a Thury György Termelőszövetkezet.
- 1952. szeptember 1. – megkezdődik a tanítás a Rákóczi- (akkor még Rákosi-) telep megépült általános iskolájában, valamint a 305-ös számú Szakmunkásképző Intézetben (Ma Faller Jenő Szakképző Iskola).
- 1953 – Elkészül a 305-ös számú Szakmunkásképző Intézet kollégiumi része is. Az iskola 1956-ig kizárólag vájárokat képez.
- 1953. április 2. – Létrejön három kisvállalat egyesítésével a Városgazdálkodási Vállalat.
- 1953. június – A Thury György Termelőszövetkezetből kilépnek a jobb gazdák Bátor Imre vezetésével, a téesz majdnem megszűnik.
- 1954. augusztus 20. – Átadják a 28 m2 alapterületű városi könyvtárat a Kossuth u. 29. szám alatt (később Kossuth u. 31.), Szurok János bognármester államosított házában. A könyvtárvezető Papszt Gizella.
- 1954. július 1. – Várpalota székhellyel megalakul a Várpalotai Szénbányászati Tröszt.
- 1954 – Országos Bányász Úszóbajnokság Várpalotán.
- 1955. március 4. – Koscsisák János tanácstag aláírásgyűjtésbe kezd, hogy a városi piacot ne az inotai Mélyfúró épületével szemben alakítsák ki Balogh Sándor tanácselnök lakás közelében, hanem Várpalotán helyezzék el.
- 1956. május 1. – Inotán megnyílik a Magyar Ezüst Kultúrotthon.
- 1956. június 20. – A Bányász Rádió megkezdi napi fél órás adását, 600 városi lakás van bekötve.
- 1956. július 1. – Várpalota – Körmöcbánya testvérvárosi kapcsolat indulása
- 1956. szeptember 9. – A Zeneiskola ünnepélyes tanévnyitóval megkezdi működését a Honvéd utcában.
- 1956. október 24. – A budapesti események hatására Nagy György bányász (azelőtt újságíró) lázító beszédeket mond, ami miatt letartóztatják, majd később szabadon engedik.
- 1956. október 25. délelőtt – A Várpalotai Pártbizottság gyalogsági fegyvereket szállít ki a November 7. Erőmű kommunistái számára.
- Amikor a rádióban elhangzott, hogy minden épületre tűzzék ki a nemzeti színű zászlót, Sváb Sándor, a villamos labor technikusa kitűz egy piros-fehér-zöld zászlót a főbejáratnál, egyúttal a neoncsillag vezetékét elvágja. Ezután Sváb Sándor egy csoport élén a vállalatvezetőhöz mennek, azzal a követeléssel, hogy a Nagy Imre-kormánynak küldjön üdvözlő táviratot, illetve távolíttassa el a vörös csillagokat.
- 1956. október 26. – reggel a Petőfi Szállón főleg fiatalabb munkások tüntetni kezdenek az étel minőségét kifogásolva, Kaló Alsó Béla, a Szénbánya Tröszt munkaügyi osztályvezetője (közhit szerint veszedelmes ávós tiszt) megjelenése után a haragossá váló tüntetők Harasta Gyulával az élen a Szénbánya Tröszt épülete elé vonulnak.
- 16 órakor a tüntetés résztvevői ledöntik a szovjet emlékművet, feldúlják a szovjet katonák sírkertjét, majd elfoglalják a városi tanács épületét. Innen a városi pártbizottság épületéhez vonulnak, majd elfoglalják azt. Az ostrom során megsebesült Szekeres Mihály alezredest, Ligmann Károly a pártbizottság másodtitkárát és Nemoda politikai munkatársat először kórházba, majd a megyei rendőrfőkapitányság börtönébe szállították, ahonnét november 5. hajnalán szabadították ki őket a szovjet csapatok. A középületekről eltávolítják a vörös csillagokat. A felkelők lefegyverzik a rendőröket, majd barikádot építenek és lőállást foglalnak el az Akna-csárda és az egykori TÜZÉP-telep környékén.
- 18.30 és 19 óra között a felkelők megtámadják a városon áthaladó, Hajmáskérről Székesfehérvárra tartó szovjet katonai konvojt. Az összecsapásban 14 szovjet katona és egy felkelő veszti életét. Még ezen az estén egy Székesfehérvár felől közlekedő tankot és mögötte közlekedő gépkocsit is megtámadnak, a gépkocsit ki is lövik, a benne ülő sofőr illetve tiszt életét veszti.
- Este a Palota Szállóban megválasztják az Ideiglenes Nemzeti Forradalmi Tanácsot (Elnöke: Kelemen Károly, titkára: Németh Miklós, tagjai: Bozsó József, Bőhm József rendőrkapitány, Ludovics Sándor, Szabó József h. százados).
- 1956. október 26. – reggel Inotán a szovjet katonai sírkert és emlékoszlop körül összegyűlt nép ledönti a vörös csillagos oszlopot. A volt községházán megalakul az Inotai Nemzeti Bizottság (elnöke: Csajtay Máté volt községi főjegyző) és a Nemzetőrség (parancsnoka: Pottornyai László).
- 1956. október 27. – Újabb tüntetés kezdődik, amelynek során a felkelők a laktanyához vonulnak, és fegyvereket követelnek. Bár a követelés teljesítésére ígéretet kapnak, ennek ellenére közéjük lőnek. A nap folyamán a többször is visszatérnek a laktanyához, hogy a tűzparancsért felelős személy kiadását követeljék. Lentiből a lövészezred egy harckocsikkal megerősített egységét küldik a laktanya felmentésére.
- A November 7. Hőerőműben megalakul a Munkástanács (elnöke: Némedi József), a nemzetőrség, és átveszik a vállalat irányítását. Várpalotán Megkezdi adását a Szabad Bányász Rádió.
- 1956. október 27. – A Magyar Ezüst Kultúrház falára keresztet raknak ki a felkelők, és itt több beszéd is elhangzik. A Készenléti-lakótelepen szintén egy nagy fakeresztet állítanak fel.
- 1956. október 28. – Várpalotán megalakul a Forradalmi Tanács, a rend biztosítására megszervezik a forradalmi őrséget. Ugyanezen a napon a városba érkezik Brusznyai Árpád, hogy kivizsgálja az előző nap történteket.
- 1956. október 30. – Az Ernő-bányában megalakul a Munkástanács (elnöke: Dreska Ferenc).
- 1956. november 3. – Megjelenik a Várpalotai Napló, a Városi Nemzeti Forradalmi Tanács lapja. Zárójelszava: „NEM! NEM! NEM! Nem alkuszunk, nem restaurálunk, a régit kinőttük, újat akarunk, mert győztünk! Szabad választásokat a világ szeme előtt! Nem akarunk átöltöztetett ÁVH-t! Nem akarunk oroszt látni!”
- 1956. november 2. – A Ferenc-bányában megalakul a Munkástanács (elnöke: Szeivolt Ferenc vájár).
- 1956. november 4. – Tiltakozásul a szovjet katonai intervenció ellen, a kohó termelése leáll. Szabó Sándor nemzetőrparancsnok vezetésével a felkelők megszállják az időközben elnéptelenedett helyőrségi laktanyát. Éjjel a Cseri laktanyát megszállják a szovjetek.
- 1956. november 5. – Szabó Sándor nemzetőrparancsnok vezetésével a felkelők a Bakonyba vonulnak, hogy tovább harcoljanak a szovjetek ellen.
- 1956. november 6. – a Szabad Bányász Rádió elhallgat. A bányászok sztrájkolnak, meghirdetik az ún. „három csillés mozgalmat”. Kelemen Károly, a Városi Forradalmi Tanács elnöke elismeri Martinkó Mátyást bányaigazgatónak, Martinkó Kelement tanácsi vezetőnek.
- 1956. november 6-ról november 7-re virradó hajnal – A bánya ruharaktárát teljesen kifosztották. Tettesek ismeretlenek.
- 1956. november 7. –
- 1956. november 8. – A Ferenc-bányában megalakul a második Munkástanács (elnöke: Tóth Lajos).
- A Thury-vár melletti épületben megalakul a Magyar Szocialista Munkáspárt Várpalotai Ideiglenes Intéző Bizottsága. Titkára: Buzai Mihály, helyettese: Baski Sándor, tagjai: Madlovics Ferenc, Mártai Jánosné, Nagy Áron, Supka Kálmán, Szekeres Mihály.
- 1956. november 13. – A veszprémi Fémfeldolgozó küldöttsége jön Várpalotára, és sztrájkra szólítja fel a dolgozókat.
- 1956. november – A szerveződő MSZMP szovjet kiskatonákkal éjszakánként rendszeresen kiragasztatott plakátjait a nép rendszeresen letépkedi, sőt a szovjet megszállás ellen orosz nyelvű röpiratok jelennek meg.
- 1956. december – Várpalotán megalakul az ún. "pufajkások” csoportja, a későbbi Munkásőrség. Tagjai kezdetben: Bene Ferenc, Kaló Alsó Béla, Mártai János, id. Mészáros István, Nagy Áron, Patonai János, id. Wittmann János. Állandó tartózkodási helyük: a Zichy-kastély. Irányítójuk: Szekeres Mihály.
- 1957. január 20. – Mike Éva pedagógust letartóztatják röplap terjesztéséért. (Később 14 havi börtönre ítélik.)
- 1957. február vége – Megalakul a KISZ Várpalotán.
- 1957. március eleje – Az inotai November 7. Hőerőműben megalakul a munkásőrség, a Munkástanács tevékenysége gyakorlatilag megszűnik.
- 1957. március 10–13. – A várpalotai Munkásőrség a többi fegyveres szervezettel együtt megkezdi a MÚK megelőzésére a „gyanús személyek” begyűjtését. Az akció során kb. 300 embert vettek őrizetbe, akiket a Mandulás laktanyában helyeztek el.
- 1957. március 11. – A Zichy-kastélyban tömegével verik az embereket a MÚK-tól félve
- 1957. március 16.–17. – A begyűjtött személyeket kisebb csoportokban hazaengedik a Mandulás laktanyából. A karhatalmisták elrettentő razziái, a lakosság megfélemlítése a továbbiakban is folytatódik.
- 1957. március 31. – A Várpalotai Munkásőr Zászlóalj alegységei demonstratív felvonulást tartanak a város fő terén a Bányász Fúvószenekar kíséretében.
- 1957. április 4. – A forradalomban ledöntött szovjet emlékművet ünnepélyes körülmények között újra felavatják.
- 1957 ősze – A Bányásznap szónoka Nezvál Ferenc igazságügy-miniszter (a kádárista megtorlás egyik fő vezetője)
- 1957. október 4. – Megalakul a Helytörténeti Múzeum a Jó Szerencsét Művelődési Házban.
- 1958 – Megkezdődik a Thury-vár felújítása.
- 1958. szeptember 6. – A VIII. Magyar Bányásznap tiszteletére megnyitja kapuit a Jó Szerencsét Művelődési Ház új épülete.
- 1959 – A parasztcsaládok száma 360, a kisiparosoké 106, bányászok 3764. Helyi bányász 1807 fő, ingázik 1178, szállón lakik 779. Megkezdődik a vár újjáépítése, korszerűsítik a közvilágítást és az úthálózatot.
- 1959 – A Thuri György Gimnázium megkezdi működését 12 osztállyal az I. Számú Általános Iskola épületében (korábban Evangélikus Iskola, később Várkerti Általános Iskola).
- 1959 – Megalakul a Vadrózsák Bábegyüttes Pacsuné Fodor Sára vezetésével.
- 1959. március 7. – Inotán a január óta folyó "szocialista szervezőmunka” hatására létrehozzák a „November 7.” Termelőszövetkezetet 80 taggal.
- 1959. április 4. – Átadják a November 7. Hőerőmű kultúrházát, a Béke Művelődési Házat.
- 1960. február 14. – A „korszakalkotó mezőgazdasági szocialista átszervezés” hatására létrejön „Jó Szerencsét” Termelőszövetkezet 114 családdal.
- 1961. november 25. – A 2. sz. Általános Iskola (ma Nepomuki Szent János Római Katolikus Iskola) átadása az újraépített épületben
- 1963 – Elkészül a Thuri György Gimnázium épülete, és a gimnázium itt kezdi meg az új tanévet.
- 1963 – A kisegítő iskola önállóvá válik.
- 1963. december 2. – Az új, Kossuth u. 6. szám alatti könyvtárépület avató ünnepségén a könyvtár felvette a Krúdy Gyula Városi Könyvtár nevet. A régi helyén a gyermekkönyvtár marad.
- 1964. január 2. – A Városi Gyermekkönyvtár megkezdi önálló működését.
- 1965–1966 – Társadalmi munkában Vidámparkot alakítanak ki a Grábler-tó mellett.
- 1966. október 7. – Várpalota és Körmöcbánya testvérvárosi szerződést ír alá
- 1968. január – A „November 7.” Termelőszövetkezet és a „Jó Szerencsét” Termelőszövetkezet egyesül, és az utóbbi néven működik tovább 308 taggal és 3536 hektárral. Elnöke Mórocz György lesz.
- 1969 – A Vegyészeti Múzeum megkezdi működését a Thury-várban.
- 1970 – Tenczer Károlyt nevezik ki a Béke Művelődési Ház igazgatójává.
- 1973–1975 – Az inotai tumulusok/halomsírok feltárása folyik.
- 1973 – Megszűnik a Honvéd Tüzér Kiképző Tábor.
- 1973 – A Magyar Ezüst Művelődési Ház ad otthont a város képzőművészeti gyűjteményének.
- 1975 – Az MN VKF vonatkozó intézkedése alapján megalakul a 7300. Tüzér Kiképző Központ.
- 1976. szeptember 4. – Megnyílik a Várpalotai Bányászattörténeti Gyűjtemény (ma: Gróf Sztáray Antal Bányászati Múzeum) a XXVI. Magyar Bányásznap országos rendezvénysorozatának részeként a várpalotai bányászat kezdetének centenáriumi évében.
- 1977 – Megnyílik a Zichy kastélyban a Tüzérségi Fegyvernemi Múzeum. Vezetője Ungvári Gyula tüzér alezredes.
- 1979 – Várpalota lakossága 29444 fő.
- 1980 – Pétfürdőn megépül Veszprém megye egyetlen műjégpályája a közeli ammóniaüzem hűtőenergiájára alapozva.
- 1980. nyár – Megépül a háromszintes, két mozgólépcsős Palota Skála Áruház az egykori ifjúsági büfé helyén, miután a Thuri György Munkásszövetkezet csatlakozott a Skára áruházlánchoz.
- 1981. szeptember 1. – A 9. sz. Általános Iskola alapítása (ma: Vásárhelyi András Általános Iskola).
- 1983 – Az Inotai November 7. Erőműben termelődő gőz felhasználásával a város jelentős részét bekapcsolják a távhőszolgáltatásba. Ekkor szűnik meg a századelő óta működő ún. Kiserőmű, amely addig ezt a feladatot ellátta.
- 1984 – A Tüzérségi Fegyvernemi Múzeum felveszi Gábor Áron székely tüzértiszt, ágyúöntő nevét. Az új neve: Gábor Áron Tüzér Múzeum.
- 1984 – Megszűnik az 1935-ben épült uszoda, medencéjét betemetik és a helyét parkosítják.
- 1984. február 3. – Sarlós István miniszterelnök-helyettes megnyitja a 27. mezőgazdasági könyvhónapot Inotán, a Béke Művelődési Házban (az országos rendezvénysorozat központi nyitóünnepsége).
- 1986. október 20. – Átadják a Sportcsarnokot (ma Gál Gyula Városi Sportközpont) az I. Várpalotai Napok ünnepség részeként.
- 1986. október 22. – Az I. Várpalotai Napok ünnepség részeként megnyílik a Tájház (ma: Fodor Sára Tájház).
- 1986. október 23. – Az I. Várpalotai Napok ünnepség részeként a zsinagóga falai között megnyílik a Nagy Gyula Galéria, a város átveszi a Matzon-gyűjteményt.
- 1988. október 17. – A Szakközépiskola és Szakmunkásképző Iskola felveszi Faller Jenő nevét.
- 1989. március 13. – A Várpalotai Városi Televízió első adását sugározza.
- 1991. április 2. – A Képesség- és Tehetségfejlesztő Magániskola alapítása.
- 1991. július 1. – Átadják a város önerőből (állami és megyei segítség nélkül) létrehozott kórházát
- 1991. október 1. – A 7300. Tüzér Kiképző Központot felszámolják, ezzel együtt a Helyőrségi Klub is. Minden honvédségi épületet teljesen kiürítenek, elszállítják a berendezést és a felszerelést is.
- 1992 – Indul a katolikus egyházközség havilapja, az Egyházközségi Híradó. Szerkeszti Nagy Károly.
- 1992. október 31. – Megalakul a Központi Gyakorló és Lőtérparancsnokság, miután a Kincses táborból újra visszatelepítik az alakulatot.
- 1994. február 21. – Meghal Bartos Sándor pedagógus, Várpalota díszpolgára.
- 1994. május 1. – Az Inotai Közösségi Ház felavatása.
- 1994. július 25. – Aknavető-balesetben meghal Kránitz Antal posztumusz őrnagy, Pleszkán Károly őrmester, Tordai Tibor honvéd, Papp László honvéd.
- 1994. november 25. – Várpalota és térsége közműfejlesztésének megvalósításához a Magyar Köztársaság Kormánya és a japán OECF között létrejött egy 4,9 milliárd JPY folyósítására vonatkozó kedvezményes hitelegyezmény.
- 1994 – Meghal Bardócz Endre, a Thuri György Gimnázium alapító igazgatója.
- 1996. június 30. – Véglegesen megszűnik a szénbányászat az Új-Ferenc akna utolsó felhozott, szénnel teli csilléjével.
- 1996. november 19. – Tüntetés a város kórházáért
- 1996 – Bezár a Földtani Kutató és Fúró Kft.
- 1997 – Páneurópa Unió várpalotai alapszervezetének hívására mintegy 9000 ember megy ki az utcára, hogy tüntetésével megmentse a város kórházát.
- 1997 – felépítik az Isteni Irgalmasság Krakkón kívüli első oltárát Szent Fausztina ereklyéjével és a kegykép másolatával. Ezzel Várpalota az Isteni Irgalmasság dunántúli zarándokhelyévé válik.
- 1999. október 26. – Marton László 56-os vértanú síremlékének felszentelése.
- 1997. október 1. – Pétfürdő Várpalotától elválva önálló községgé alakul.
- 2000 – Üzembe helyezik Inotán az Inotai szélerőművet, amely az első magyar szélkerék hazánkban.
- 2000. szeptember – Megalakul a 295. sz. Zichy István cserkészcsapat.

## 21. század
- 2001. október 13. – Az Önkormányzatok Szövetsége Európában Nemzetközi Társulás (TEMA) létrejön.
- 2001. december 29. – Az Inotai Hőerőmű bezár.
- 2004. július 7. – A végrehajtott átszervezések után a helyi honvédségi alakulat Bakony Harckiképző Központ néven működik tovább.
- 2004. június 26. – A Trianon Múzeum megnyitja kapuit.
- 2004. június 28. – Várpalota, Berhida, Pétfürdő, Öskü, Ősi, Tés települések önkormányzati képviselő-testületei létrehozzák a Várpalota Kistérség Többcélú Társulást.
- 2006. július 4. – Meghal Pacsu Gergelyné Fodor Sára helytörténész, Várpalota díszpolgára.
- 2007. május 11. – A Várpalotai Tájház és Helytörténeti Gyűjtemény a várpalotai önkormányzat határozata alapján felveszi a Fodor Sára Tájház nevet.
- 2007. április 26. – A 142/2007. sz. képviselő–testületi határozat alapján Várpalota csatlakozik a Bakony Turizmusáért Egyesülethez
- 2007. június 28. – A 199/2007. sz. képviselő–testületi határozat szerint Várpalota csatlakozik Magyarországi Bányásztelepülések Országos Szövetségéhez
- 2007. szeptember 15. – A várban található bányászattörténeti gyűjtemény felveszi a Gróf Sztáray Antal Bányászattörténeti Gyűjtemény nevet
- 2007. szeptember 22. – Felavatják a Rózsakút utcában a Felsővárosi Helytörténeti Múzeumot és Szálláshelyet
- 2007. november 17. – Leteszik a Rákosi-rendszerben meghurcolt gazdák emlékére állítandó Kulák emlékmű alapkővét
- 2007. december 4. – Várpalotai információs táblaegyüttest helyeznek el a vasútállomáson a város történetéről és a fontosabb turisztikai tudnivalókról
- 2008. április 29.– Leteszik az új-zélandi tetőfedőgyártó üzem alapkövét
- 2008. március 1. – Átadják a várpalotai várat formázó játékvárat a Jókai utcai hőközpont mellett
- 2008. október 21. – A Városszépítő és -védő Egyesület emléktáblát helyez el az alsóvárosi temetőben a Tomori-forrásnál
- 2009. május 22. – Átadják az Ifjúsági Házat az Ady-lakótelepen
- 2008. november 28. – Megnyitja kapuit az Inotai Retro Színház az egykori Béke Művelődési Házban
- 2009. december 4. – A Tüzér Hagyományőrző és Kulturális Alapítvány emlékművet avat a Tüzérkiképző Központ és a várpalotai tüzérség emlékére a HEMO épülete mellett
- 2010. május 13. – Megalakul a Hét-kéz Szociális Szövetkezet
- 2010. május 28. – Megalakul  a Rákóczi Telepi Baráti Kör
- 2010. május 28. – Felavatják a Szent Borbála teret a Rákóczi Telepen
- 2010. május 29. – Emléktáblát állítanak a Ferences-rendi kolostor emlékére
- 2010. június 11. – A Krúdy Gyula Városi Könyvtárban kamaragaléria nyílik, ahol bemutatkozási lehetőséget kapnak a várpalotai képzőművészek
- 2011. február 26. – Meghal Tatár Antal festőművész
- 2011. június 9. – június 13. – Ötödször (Várpalotán utoljára) rendezik meg az országos hírűvé vált Pannónia Fesztivált
- 2011. június 15. – Átadják az uniós támogatásból megújult és kibővített Ringató Bölcsőde épületét
- 2025. január 1. – A helyi tömegközlekedés üzemeltetését az állami Volánbusz Zrt-től az önkormányzati tulajdonú Thury-Busz Nonprofit Kft. veszi át.

## Lásd még
- Várpalota városbíróinak, tanácselnökeinek és polgármestereinek listája